# Tòquio
|  | Per a altres significats, vegeu «Tokyo». |

Tòquio (東京 Tōkyō, literalment 'capital de l'est', en relació amb la seva posició respecte a l'antiga capital del Japó, Kyoto, i en la seva forma oficial 東京都 Tōkyō-to, per a referir-se a l'àrea metropolitana) és la capital del Japó des del 1868. Fins llavors s'havia anomenat Edo (江戸, literalment 'estuari', per ser situada en un delta on hi conflueixen diversos rius).
Es troba al centre est de l'illa de Honshu, a la regió de Kantō. En conjunt, forma una de les 47 prefectures del Japó, encara que la seva denominació oficial és de metròpolis o capital (都 -to). Aquesta metròpolis és el centre de la política, negocis, finances, educació, comunicació i cultura popular del Japó. Té també la concentració més gran de seus corporatives, institucions financeres, universitats i col·legis, museus, teatres i establiments de compres i d'entreteniment de tot el país.

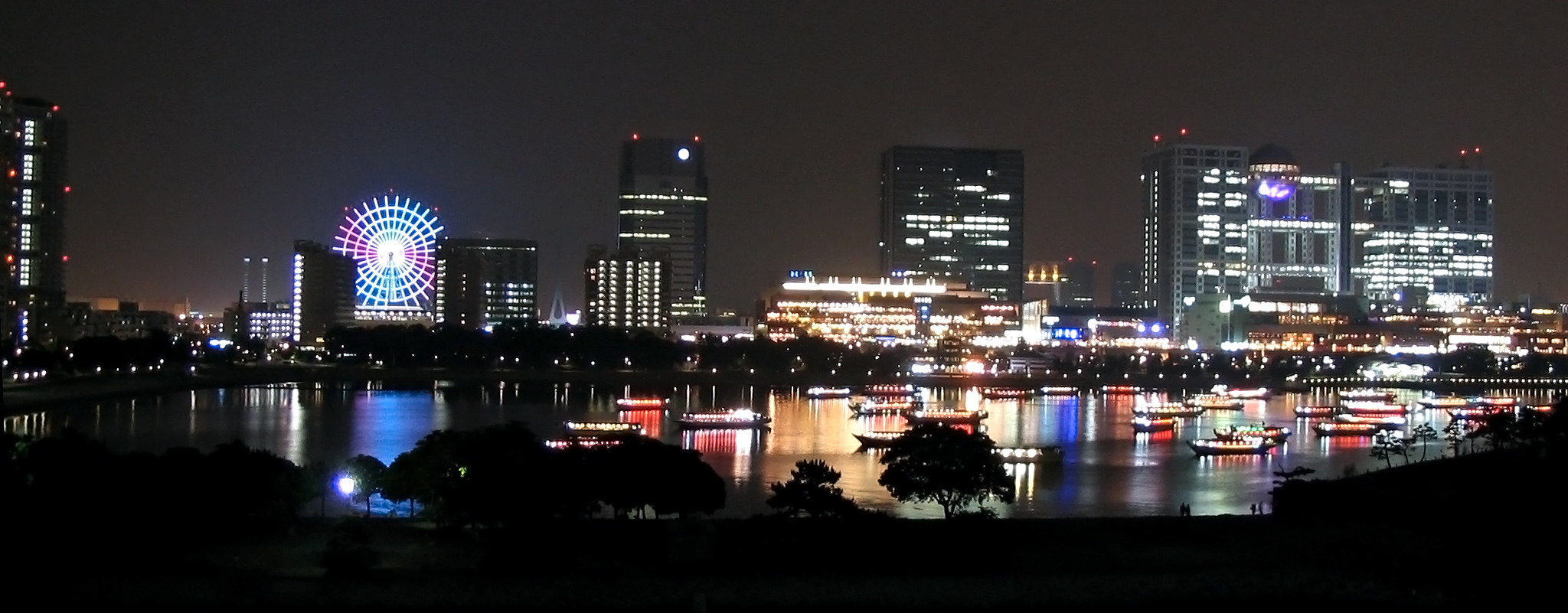
Panoràmica de Tòquio de nit

Se subdivideix en 23 barris (区 -ku), 26 ciutats (市 -shi), 1 districte (郡 -gun), 3 pobles (町 -chō o -machi) i una vila (村 -son o -mura); i 4 subprefectures (支庁 -shichō) subdividides en 2 pobles i 7 viles, que representen diverses petites illes al sud de Honshu, que s'estenen més enllà de 1.800 km de Shinjuku, capital de la prefectura i seu de la governació. El centre de Tòquio, amb els seus 23 barris, ocupa un terç de la metròpoli, amb una població superior als 8 milions d'habitants; aquesta àrea és el que es coneix internacionalment com la ciutat de Tòquio. La població a les prefectures és de més de 12 milions de persones. L'àrea metropolitana de Tòquio té més de 35 milions d'habitants i és actualment (2021) la més gran del món.

## Geografia

Mapa de Tòquio sense les illes

23 districtes de Tòquio

Tòquio occidental

### Localització geogràfica i generalitats
Tòquio està dividit en dues àrees principals; la continental i la insular. L'àrea continental està localitzada al marge nord-est de la badia de Tòquio i està enclavada al centre-oest de l'illa d'Hondo o Honshu, formant part de la regió de Kanto. Les coordenades del centre de Tòquio són 35° 41′ nord, 139° 46′ est. Limita amb la prefectura de Chiba a l'est, Yamanashi a l'oest, Kanagawa al sud i Saitama al nord.
L'àrea insular de Tòquio comprèn dues cadenes d'illes a l'oceà Pacífic, en direcció sud: les Illes Izu, que recorren de manera paral·lela a la península d'Izu, a la prefectura de Shizuoka, i les Illes Ogasawara, que es troben a més de mil quilòmetres de l'àrea continental de Tòquio. La més distant és Minami Torishima, que està a 1.850 quilòmetres.
Tòquio inclou llacs, rius, preses, granges i parcs nacionals, en addició a les estructures que han sigut construïdes per l'ésser humà. Tòquio és també part de l'àrea del gran Tòquio, que inclou les prefectures de Kanagawa, Saitama i Chiba.

### Regió metropolitana o continental
En l'actualitat, Tòquio és un dels centres urbans més importants del planeta i un dels principals centres financers, i la capital política del Japó. La ciutat té un nombre menor de gratacels en comparació amb altres ciutats de la seva magnitud, a causa principalment del risc de terratrèmols.
La llei japonesa designa Tòquio com un to (都, sovint traduït com a 'metròpolis'). La seva estructura administrativa és semblant a la d'altres prefectures japoneses. La regió metropolitana de Tòquio inclou 23 barris especials (特別区 -ku) que fins a 1943, formaven part de la ciutat de Tòquio pròpiament dita. Tòquio també té 26 ciutats satèl·lit (市 -shi), cinc pobles (町 -chō o -machi), i vuit vil·les (村 -son o -mura), cada un dels quals té el seu propi govern.

#### Els 23 barris especials
Els anomenats 23 barris especials (特別区 tokubetsu-ku) formen l'àrea coneguda tradicionalment com la ciutat de Tòquio i comprèn 621,49 km² (28,4% de tota la prefectura). Aquesta àrea ha sigut el cor de Tòquio i del país des que Tokugawa Ieyasu va construir el seu castell al mateix lloc on avui hi ha el palau Imperial. Geogràficament, els 23 barris especials estan compresos aproximadament dins l'àrea rodejada per la línia Yamanote, de Japan Railways. Cada un d'aquests barris és una entitat autònoma, amb el seu propi alcalde i assemblea. No responen a una autoritat central, encara que alguns serveis públics com el clavegueram, el subministrament d'aigua i el cos de bombers estan centralitzats en el Govern Metropolità de Tòquio. Aquest esquema de govern no existeix en cap altra ciutat del Japó.
- Adachi
- Arakawa
- Bunkyō
- Chiyoda
- Chūō
- Edogawa
- Itabashi
- Katsushika
- Kita
- Kōtō
- Meguro
- Minato
- Nakano
- Nerima
- Ōta
- Setagaya
- Shibuya
- Shinagawa
- Shinjuku
- Suginami
- Sumida
- Taitō
- Toshima

#### Tòquio occidental
A l'oest dels 23 barris especials, es troben les ciutats dormitoris que allotgen els treballadors del centre de Tòquio. Algunes d'aquestes ciutats tenen una important base comercial i industrial. De manera col·lectiva, aquestes 26 ciutats es coneixen com a Tòquio Occidental:
- Akiruno
- Akishima
- Chōfu
- Fuchū
- Fussa
- Hachiōji
- Hamura
- Higashikurume
- Higashimurayama
- Higashiyamato
- Hino
- Hinode
- Hinohara
- Inagi
- Kiyose
- Kodaira
- Koganei
- Kokubunji
- Komae
- Kunitachi
- Machida
- Mitaka
- Mizuho
- Musashimurayama
- Musashino
- Nishitōkyō
- Okutama
- Ōme
- Tachikawa
- Tama

##### Nishitama
A l'extrem occidental de Tòquio està el districte de Nishitama (西多摩郡 Nishitama-gun). És una zona muntanyosa i densament boscosa de 375,96 km² (17,2% de la prefectura) i que consisteix en tres sectors separats per Tòquio occidental. Gran part d'aquest districte conté zones no urbanitzades, per això molts residents del centre visiten aquesta àrea per relaxar-se i acampar. Dins del districte, se subdivideix administrativament en les viles de Hinode, Mizuho i Okutama i el poble de Hinohara.

#### Regió d'ultramar
El Govern Metropolità de Tòquio governa també sobre les illes del sud de Tòquio, organitzades en municipis i sota la direcció d'unes subprefectures.
- Subprefectura d'Ōshima
  - Ōshima
  - Toshima
  - Niijima
  - Kōzushima
- Subprefectura de Miyake
  - Miyake
  - Mikurajima
- Subprefectura de Hachijō
  - Hachijō
  - Aogashima
- Subprefectura d'Ogasawara
  - Ogasawara

### Ciutats més poblades
Degut a l'alta població a la prefectura i a les grans dimensions de la seua capital, molts municips adjunts a aquesta formen una gran conurbació on no hi ha separació física perceptible.
Els municipis amb més habitants són els següents:
Tot i això, a la prefectura encara hi han més municipis de menys població que els que ací s'especifiquen.

### Clima
Tòquio té un clima temperat.
| Dades climàtiques a Ōtemachi, Tòquio (1981–2010)    | Dades climàtiques a Ōtemachi, Tòquio (1981–2010) | Dades climàtiques a Ōtemachi, Tòquio (1981–2010) | Dades climàtiques a Ōtemachi, Tòquio (1981–2010) | Dades climàtiques a Ōtemachi, Tòquio (1981–2010) | Dades climàtiques a Ōtemachi, Tòquio (1981–2010) | Dades climàtiques a Ōtemachi, Tòquio (1981–2010) | Dades climàtiques a Ōtemachi, Tòquio (1981–2010) | Dades climàtiques a Ōtemachi, Tòquio (1981–2010) | Dades climàtiques a Ōtemachi, Tòquio (1981–2010) | Dades climàtiques a Ōtemachi, Tòquio (1981–2010) | Dades climàtiques a Ōtemachi, Tòquio (1981–2010) | Dades climàtiques a Ōtemachi, Tòquio (1981–2010) | Dades climàtiques a Ōtemachi, Tòquio (1981–2010) |
| Mes                                                 | gen                                              | febr                                             | març                                             | abr                                              | maig                                             | juny                                             | jul                                              | ag                                               | set                                              | oct                                              | nov                                              | des                                              | anual                                            |
| --------------------------------------------------- | ------------------------------------------------ | ------------------------------------------------ | ------------------------------------------------ | ------------------------------------------------ | ------------------------------------------------ | ------------------------------------------------ | ------------------------------------------------ | ------------------------------------------------ | ------------------------------------------------ | ------------------------------------------------ | ------------------------------------------------ | ------------------------------------------------ | ------------------------------------------------ |
| Màxima rècord °C (°F)                               | 22.6 (72.7)                                      | 24.9 (76.8)                                      | 25.3 (77.5)                                      | 29.2 (84.6)                                      | 32.2 (90)                                        | 36.2 (97.2)                                      | 39.5 (103.1)                                     | 39.1 (102.4)                                     | 38.1 (100.6)                                     | 32.6 (90.7)                                      | 27.3 (81.1)                                      | 24.8 (76.6)                                      | 39.5 (103.1)                                     |
| Màxima mitjana °C (°F)                              | 9.6 (49.3)                                       | 10.4 (50.7)                                      | 13.6 (56.5)                                      | 19.0 (66.2)                                      | 22.9 (73.2)                                      | 25.5 (77.9)                                      | 29.2 (84.6)                                      | 30.8 (87.4)                                      | 26.9 (80.4)                                      | 21.5 (70.7)                                      | 16.3 (61.3)                                      | 11.9 (53.4)                                      | 19.8 (67.6)                                      |
| Mitjana diària °C (°F)                              | 5.2 (41.4)                                       | 5.7 (42.3)                                       | 8.7 (47.7)                                       | 13.9 (57)                                        | 18.2 (64.8)                                      | 21.4 (70.5)                                      | 25.0 (77)                                        | 26.4 (79.5)                                      | 22.8 (73)                                        | 17.5 (63.5)                                      | 12.1 (53.8)                                      | 7.6 (45.7)                                       | 15.4 (59.7)                                      |
| Mínima mitjana °C (°F)                              | 0.9 (33.6)                                       | 1.7 (35.1)                                       | 4.4 (39.9)                                       | 9.4 (48.9)                                       | 14.0 (57.2)                                      | 18.0 (64.4)                                      | 21.8 (71.2)                                      | 23.0 (73.4)                                      | 19.7 (67.5)                                      | 14.2 (57.6)                                      | 8.3 (46.9)                                       | 3.5 (38.3)                                       | 11.6 (52.9)                                      |
| Mínima rècord °C (°F)                               | −9.2 (15.4)                                      | −7.9 (17.8)                                      | −5.6 (21.9)                                      | –3.1                                             | 2.2 (36)                                         | 8.5 (47.3)                                       | 13.0 (55.4)                                      | 15.4 (59.7)                                      | 10.5 (50.9)                                      | −0.5 (31.1)                                      | –3.1                                             | −6.8 (19.8)                                      | −9.2 (15.4)                                      |
| Precipitació mitjana mm (polzades)                  | 52.3 (2.059)                                     | 56.1 (2.209)                                     | 117.5 (4.626)                                    | 124.5 (4.902)                                    | 137.8 (5.425)                                    | 167.7 (6.602)                                    | 153.5 (6.043)                                    | 168.2 (6.622)                                    | 209.9 (8.264)                                    | 197.8 (7.787)                                    | 92.5 (3.642)                                     | 51.0 (2.008)                                     | 1.528,8 (60,189)                                 |
| Neu mitjana cm (polzades)                           | 5 (2)                                            | 5 (2)                                            | 1 (0.4)                                          | 0 (0)                                            | 0 (0)                                            | 0 (0)                                            | 0 (0)                                            | 0 (0)                                            | 0 (0)                                            | 0 (0)                                            | 0 (0)                                            | 0 (0)                                            | 11 (4.3)                                         |
| Mitjana de dies de precipitació (≥ 0.5 mm)          | 5.3                                              | 6.2                                              | 11.0                                             | 11.0                                             | 11.4                                             | 12.7                                             | 11.8                                             | 9.0                                              | 12.2                                             | 10.8                                             | 7.6                                              | 4.9                                              | 114.0                                            |
| Mitjana de dies de neu                              | 2.8                                              | 3.7                                              | 2.2                                              | 0.2                                              | 0.0                                              | 0.0                                              | 0.0                                              | 0.0                                              | 0.0                                              | 0.0                                              | 0.0                                              | 0.8                                              | 9.7                                              |
| Humitat relativa mitjana (%)                        | 52                                               | 53                                               | 56                                               | 62                                               | 69                                               | 75                                               | 77                                               | 73                                               | 75                                               | 68                                               | 65                                               | 56                                               | 62                                               |
| Mitjana mensual d'hores de sol                      | 184.5                                            | 165.8                                            | 163.1                                            | 176.9                                            | 167.8                                            | 125.4                                            | 146.4                                            | 169.0                                            | 120.9                                            | 131.0                                            | 147.9                                            | 178.0                                            | 1.876,7                                          |
| Font: Agència Meteorològica Japonesa (1872–present) |                                                  |                                                  |                                                  |                                                  |                                                  |                                                  |                                                  |                                                  |                                                  |                                                  |                                                  |                                                  |                                                  |

## Història

### Edo
Encara que des dels temps antics existien petites poblacions i temples als turons propers a la badia de Tòquio, es considera que la fundació formal de Tòquio fou el 1457, quan el shogun Ōta Dōkan va construir el castell Edo (江戸城 Edo-jō); així, l'àrea que rodejava al castell es va començar a anomenar Edo (江戸, literalment 'estuari'). El shogunat Tokugawa, que havia pres el castell el 1590 i que tenia el control així absolut del Japó, va establir el seu govern a Edo el 1603, fet que va donar inici al període Edo de la història japonesa. La noblesa, juntament amb l'emperador del Japó, van continuar vivint a Kioto, que va continuar sent la capital oficial, encara que solament de manera protocol·lària.
Edo va sofrir innumerables desastres; entre els quals es troben centenars d'incendis, destacant el gran incendi d'Edo (Edo Taika) de 1657, on van morir al voltant d'unes 100.000 persones. La raó dels constants incendis era que totes les cases d'Edo eren de machiya o cases urbanes de fusta. Altres desastres que va sofrir Edo van ser l'erupció del mont Fuji el 1707, el terratrèmol del gran Edo el 1855 i altres terratrèmols menors el 1703, 1782 i 1812.

### Tòquio

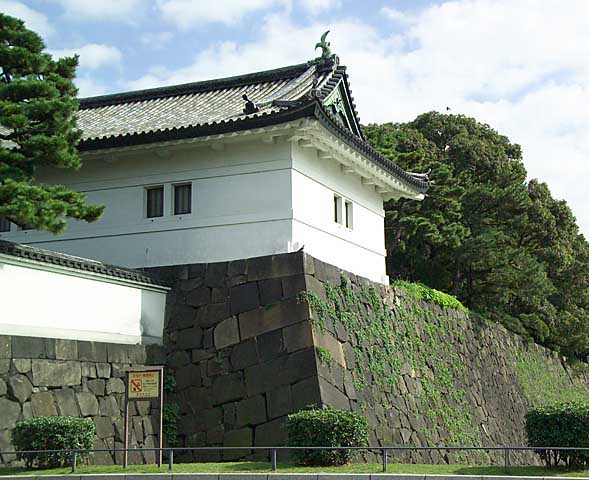
Castell Edo

Cap al 1868, amb l'ocàs del shogunat a tot el Japó i el principi de la Restauració Meiji, l'emperador es va mudar al castell Edo, convertint-lo en el palau Imperial del Japó i va establir allí mateix amb el canvi de nom d'Edo a Tòquio, 'la capital de l'est'. Però l'emperador no va formalitzar de manera legal que Tòquio era la nova capital del Japó, per la qual cosa es creu popularment que Kioto és encara la capital oficial o cocapital del país. El 1871 es van abolir els han o feus, i formalment es van crear les prefectures, entre aquestes la prefectura de Tòquio; i a l'any següent, la prefectura es va expandir a l'àrea ocupada pels 23 barris especials que actualment conté.
A partir de 1872, es va començar a construir la primera línia de ferrocarril, i entre 1885 i 1925 es va construir la línia Yamanote, línia de ferrocarril urbà que és la més important de Tòquio en l'actualitat. El 1889 es va prendre la decisió final de traslladar la capital a Tòquio i es va establir la ciutat de Tòquio (東京市 Tōkyō-shi), amb 15 barris; després, el 1893, els districtes de Tama es van unir a la prefectura. El 1914 es va inaugurar l'estació de Tòquio i el 1927 es va inaugurar el primer metro subterrani a la línia Ginza.
El Gran terratrèmol de Kanto va colpejar Tòquio el 1923, amb un saldo d'aproximadament 70.000 persones. Després de la tragèdia, es va iniciar un pla de reconstrucció que no va poder ser completat a causa del seu alt cost. A pesar d'això, la ciutat va continuar el seu desenvolupament fins al principi de la Segona Guerra Mundial. El 1936 es va inaugurar l'edifici Kokkai (dieta del Japó); també en aquell mateix any va ocórrer l'Incident del 26 de febrer, en què 1.500 oficials de l'exèrcit japonès van ocupar l'edifici Kokkai, el Kantei (residència del primer ministre) i altres llocs de Tòquio en un intent de cop d'estat, que fou sufocat tres dies després.
El 1943, la prefectura i la ciutat de Tòquio es van unir per formar la metròpolis de Tòquio (Tōkyō-to), també coneguda simplement com a Tòquio, que en aquell moment consistia en 35 barris. A partir d'aquella data, no existeix al Japó cap ciutat que s'anomeni Tòquio.
Durant la Segona Guerra mundial, Tòquio fou intensament bombardejada a partir de 1942 fins al 1945. A causa d'això, el 1945 la població de Tòquio era la meitat que el 1940. En acabar la guerra, al setembre de 1945, Tòquio fou ocupada militarment i va passar a ser governada per les forces aliades. El general Douglas MacArthur va establir els quarters d'ocupació al que ara és l'edifici DN Tower 21 (anteriorment conegut com a Dai-Ichi Seimei), davant el palau Imperial. A la segona meitat del segle xx, els Estats Units van aprofitar Tòquio com un centre important de logística durant les guerres de Corea i Vietnam. En l'actualitat, encara estan sota control nord-americà la base aèria de Yokota i algunes poques instal·lacions militars menors.

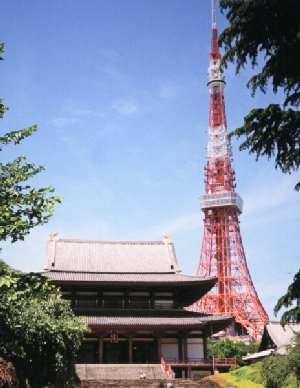
La torre de Tòquio

Tòquio va experimentar l'anomenat miracle econòmic durant les dècades de 1950 i 1960. El 1947, Tòquio fou reestructurat amb la reducció de 35 a 23 barris; el 1954 es va crear la segona línia de metro amb la línia Marunouchi i el 1961 amb la línia Hibiya. El 1958 es va construir la Torre de Tòquio i el 1964 es va inaugurar la primera línia de Shinkansen (Tokaido Shinkansen), coincidint amb la celebració dels jocs Olímpics de Tòquio 1964. Aquesta prosperitat va transformar un país devastat per la guerra en la segona economia del món en menys de 20 anys. Durant aquest període, el govern japonès va donar prioritat a la infraestructura i indústries de manufactura. Com a resultat, el Japó va dominar un ampli rang d'indústries com la de l'acer, l'automotriu, de semiconductors i electrodomèstics.
En els anys següents, Tòquio va créixer en extensió; van ser tornades al Japó les illes Ogasawara el 1968 i la base aèria de Tachikawa el 1977. Durant la dècada de 1970, va haver-hi una migració important cap a les ciutats, i cap a Tòquio especialment. El 1978 es va inaugurar l'aeroport internacional de Narita, que va ajudar molt a l'aeroport internacional de Tòquio, el qual serviria especialment per a vols internacionals; així doncs, l'aeroport de Tòquio solament s'havia d'ocupar de vols nacionals majoritàriament. La gran població de Tòquio (que es va convertir en el lloc més poblat de tot el món des de 1965) va derivar en una bombolla econòmica que es va iniciar el 1986 i va explotar el 1990, causant una recessió durant tota aquella dècada, anomenada també la dècada perduda (失われた10年 ushinawareta jūnen).
Malgrat tot, Tòquio va continuar creixent: el 1991 es va construir el Tōchōo, edifici de la Governació Metropolitana de Tòquio i el 1993 es va inaugurar el Rainbow Bridge damunt la badia de Tòquio. Això va conduir a fer que Tòquio sigui una de les ciutats més dinàmiques del planeta, amb una àmplia gamma d'activitats socials i econòmiques, en conjunt amb el boom d'inversions al final del segle xx, probablement el major que s'hagi conegut en la història. Com a resultat, la ciutat té també una major quantitat d'edificis moderns que Londres o Nova York. També a Tòquio s'han executat projectes per guanyar terres al mar. Encara que aquesta pràctica es realitza des de fa diversos segles, en l'actualitat s'executa a gran escala; entre aquestes àrees sobresurt Odaiba. Altres projectes urbans recents inclouen el jardí d'Ebisu, l'illa Tennozu, el Shiodome, Roppongi Hills i Shinagawa.
El 20 de març de 1995 la ciutat va concentrar l'atenció dels mitjans internacionals després de l'atemptat terrorista del culte Aum Shinrikyo al sistema de trens subterranis de Tòquio. En aquest atemptat, van morir dotze persones i més d'un miler van resultar afectades pel gas nerviós sarín.

## Demografia
| Any  | Habitants | Any  | Habitants |
| ---- | --------- | ---- | --------- |
| 1872 | 595.900   | 1940 | 7.322.688 |
| 1877 | 796.800   | 1947 | 4.177.548 |
| 1881 | 823.600   | 1950 | 5.385.071 |
| 1884 | 914.300   | 1955 | 6.969.104 |
| 1887 | 1.121.900 | 1960 | 8.310.027 |
| 1891 | 1.268.900 | 1965 | 8.893.094 |
| 1898 | 1.440.100 | 1970 | 8.840.942 |
| 1904 | 1.818.700 | 1975 | 8.646.520 |
| 1908 | 2.186.100 | 1980 | 8.351.893 |
| 1914 | 2.050.100 | 1985 | 8.354.615 |
| 1920 | 2.173.201 | 1990 | 8.163.573 |
| 1925 | 1.995.567 | 1995 | 7.967.614 |
| 1930 | 2.070.913 | 2000 | 8.134.688 |
| 1935 | 5.875.667 | 2005 | 8.336.611 |
|      |           | 2010 | 8.163.573 |
|      |           | 2015 | 7.967.614 |
|      |           | 2020 | 8.134.688 |

La religió a Tòquio presenta patrons similars a la resta del país, on conviuen el budisme, el xintoisme i altres religions. Hi ha un sincretisme constant, en què és freqüent que la població integri dues o més religions en les seves pràctiques quotidianes. De les més de nou mil organitzacions religioses de la prefectura, el 38% és budista, el 21% és xintoista, i el cristianisme ocupa el 13%.

### Habitatge
La immensa població de Tòquio ha creat una altíssima demanda de residències. En el passat, la majoria dels habitants de la ciutat vivia en cases d'un o dos pisos, fetes de fusta, cadascuna amb el seu propi jardí, pati i capella religiosa (anomenada Butsudan en les llars budistes). A mesura que la població de Tòquio va créixer, aquestes cases es van demolir i, en el seu lloc, es van construir edificis d'apartaments. Atesa la immensa densitat de població de la regió, la major part dels apartaments i cases de la ciutat són petites, i estan dissenyades per a una família de dos adults i dos o tres nens.
A pesar de la intensa activitat en la construcció d'edificis, la demanda d'habitatges va continuar sent més alta que l'oferta, la qual cosa va augmentar els preus del terreny i del lloguer, especialment dintre dels 23 barris especials. Com a resultat, a partir de la dècada de 1970, moltes persones van abandonar la regió dels 23 barris especials i es van traslladar a Tama (part de la prefectura de Tòquio), o fins i tot a altres ciutats veïnes més distants. A Tama, el Govern Metropolità de Tòquio hi va crear un projecte d'habitatges barats per a famílies amb pocs ingressos. No obstant això, aquestes residències estan situades molt lluny dels principals centres comercials i industrials, i molts d'aquests treballadors passen més de quatre hores diàries dins d'algun mitjà de transport públic.

### Població
Per àrea (dades de l'1 d'octubre del 2003)

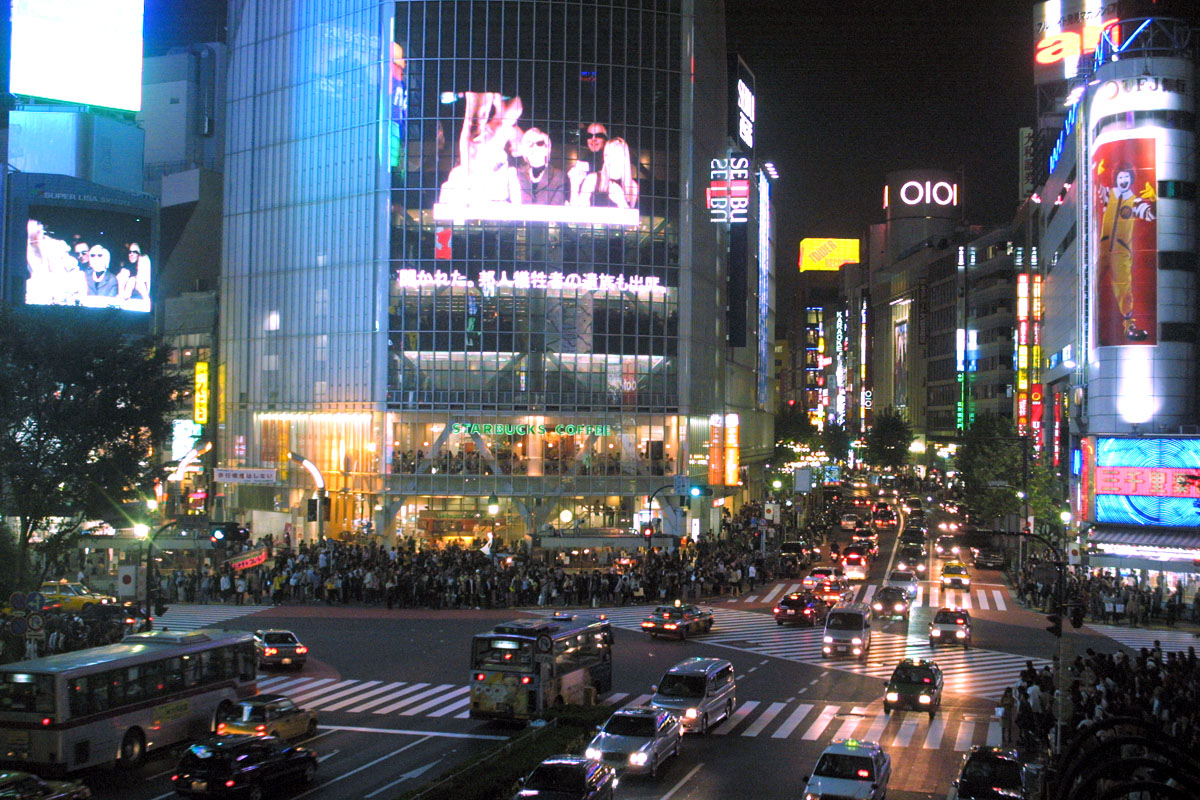
Vista del barri de Shibuya a la nit. Vegeu l'enorme quantitat de persones transitant per les voreres.

- Tòquio: 12,36 milions (població fixa)
- Tòquio: 14,667 milions (de dia, quan les persones d'altres ciutats veïnes venen a Tòquio a treballar o a estudiar)
- Gran Tòquio (Tòquio i rodalia): 30 milions d'habitants
- 23 districtes: 8,34 milions
- Regió urbana de Tama: 4 milions
- Illes del Pacífic: 27 mil

Composició per edats
Quantitat de població en rang d'edat de 5 anys

Població estimada a l'1 d'octubre del 2003 

Total [en milers de persones]
| Rang          | Població |
| ------------- | -------- |
| 0 - 4 anys    | 490      |
| 5 - 9         | 473      |
| 10 - 14       | 513      |
| 15 - 19       | 651      |
| 20 - 24       | 860      |
| 25 - 29       | 1.045    |
| 30 - 34       | 1.116    |
| 35 - 39       | 968      |
| 40 - 44       | 800      |
| 45 - 49       | 710      |
| 50 - 54       | 871      |
| 55 - 59       | 858      |
| 60 - 64       | 794      |
| 65 - 69       | 699      |
| 70 - 74       | 569      |
| 75 - 79       | 417      |
| 80 anys i més | 476      |

Quantitat de població en rang d'edat de 5 anys

Població estimada a l'1 d'octubre del 2003 

Comparació entre homes i dones [en milers de persones]
| Homes | Rang          | Dones |
| ----- | ------------- | ----- |
| 251   | 0 - 4 anys    | 239   |
| 242   | 5 - 9         | 231   |
| 260   | 10 - 14       | 253   |
| 334   | 15 - 19       | 317   |
| 446   | 20 - 24       | 414   |
| 545   | 25 - 29       | 500   |
| 573   | 30 - 34       | 543   |
| 504   | 35 - 39       | 464   |
| 415   | 40 - 44       | 385   |
| 364   | 45 - 49       | 346   |
| 442   | 50 - 54       | 429   |
| 426   | 55 - 59       | 432   |
| 383   | 60 - 64       | 411   |
| 330   | 65 - 69       | 369   |
| 261   | 70 - 74       | 308   |
| 180   | 75 - 79       | 237   |
| 163   | 80 anys i més | 313   |

## Política i govern

### Assemblea
La composició actual de l'Assemblea Metropolitana de Tòquio és la següent:
| Partit | Partit                                           | Partit | Regidors |
| ------ | ------------------------------------------------ | ------ | -------- |
|        | Tomin First no Kai                               | TFK    | 50 / 127 |
|        | Partit Liberal Democràtic                        | PLD    | 23 / 127 |
|        | Kōmeitō                                          | KMT    | 23 / 127 |
|        | Partit Comunista Japonés                         | PCJ    | 18 / 127 |
|        | Partit Democràtic Constitucional-Club Democràtic | PDC-CD | 5 / 127  |
|        | Independents-Tokyo Mirai                         | ITM    | 3 / 127  |
|        | Tokyo Seikatsusha Network                        | NET    | 1 / 127  |
|        | Nippon Ishin no Kai                              | Nik    | 1 / 127  |
|        | Associació per a protegir la llibertat           | Ind    | 1 / 127  |
|        | Escons vacants                                   |        | 2 / 127  |

L'actual President de l'Assemblea Metropolitana de Tòquio és en Daisuke Ozaki, del Tomin First no Kai.

### Governadors
Llista dels governadors de Tòquio electes des de la supressió de la Prefectura de Tòquio i la creació de la metròpoli l'any 1947. Abans del 1943 existia el càrrec d'alcalde de la ciutat de Tòquio i el de governador de la prefectura de Tòquio, però tots dos es van fusionar en el de Governador de la metròpoli de Tòquio amb la creació de la nova administració local de postguerra.
| Període   | Governador        | Partit      |
| --------- | ----------------- | ----------- |
| 1947-1959 | Seiichirō Yasui   | Independent |
| 1959-1967 | Ryōtarō Azuma     | PLD         |
| 1967-1979 | Ryōkichi Minobe   | PSJ         |
| 1979-1995 | Shunichi Suzuki   | PLD         |
| 1995-1999 | Yukio Aoshima     | Independent |
| 1999-2012 | Shintaro Ishihara | PLD         |
| 2012-2013 | Naoki Inose       | PLD         |
| 2013-2016 | Yōichi Masuzoe    | NPR         |
| 2016-     | Yuriko Koike      | TFK         |

## Transport
Tòquio és la principal plataforma japonesa de viatges nacionals i internacionals, gràcies al fet d'incloure estacions de trens, transport terrestre i aeroports. El transport a Tòquio disposa d'una ampla xarxa de control de viatges, que es realitzen de manera ràpida i eficient.

### Metro i xarxa ferroviària
El transport públic interurbà es basa principalment en la xarxa ferroviària i de metro. Combinats, reuneixen més de 70 línies, formant la xarxa ferroviària urbana més extensa del món. El metro de Tòquio, columna vertebral del transport a la ciutat amb unes 250 estacions, és un dels més grans del món per la seva extensió i el volum diari de viatges. La xarxa és operada principalment per Tokyo Metro Co., Ltd. (東京地下鉄株式会社, Tōkyō Chikatetsu Kabushiki-gaisha). Les excepcions són el metro Toei i la línia Arakawa de tramvies, propietat del Govern Metropolità de Tòquio.
Com a suport al metro, la ciutat té set estacions de tren que atenen milions de persones que es desplacen des de tot el Japó fins a la capital, amb trens operats per sis companyies privades. Les estacions d'Akihabara, Ikebukuro, Shibuya, Shinagawa, Shinjuku, Tòquio i Ueno estan a l'àrea metropolitana de Tòquio. La companyia Japan Railways opera la línia Yamanote, tren urbà que connecta aquestes estacions entre si i amb la xarxa del metro. L'estació de Tòquio és, a més, el punt de convergència de sis de les vuit línies Shinkansen (trens d'alta velocitat) del Japó: Tokaido, Tohoku, Joetsu, Nagano, Yamagata i Akita.

### Autobusos urbans

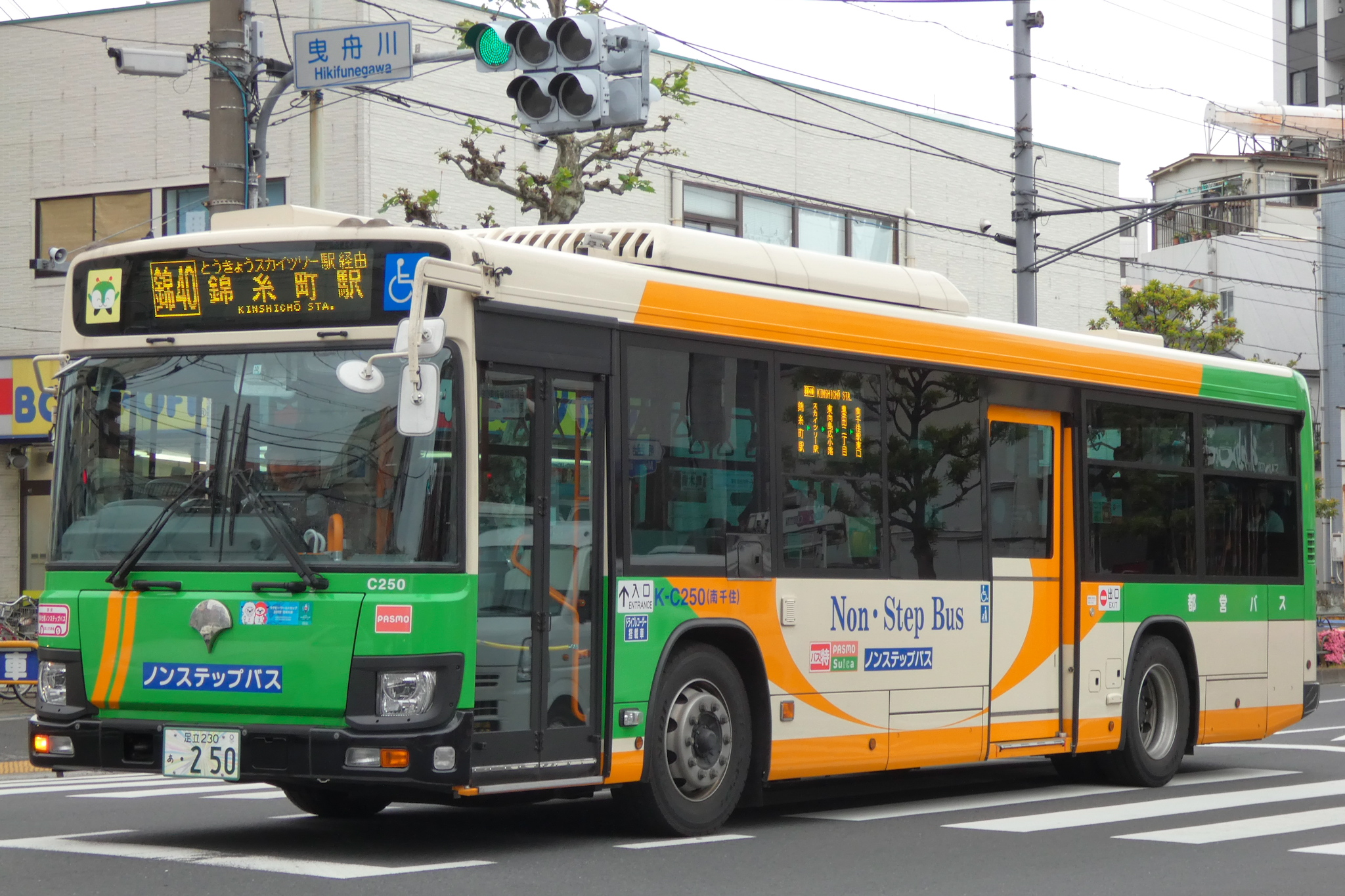
Autobús del sistema Toei

Per a viatges de curt abast i per a accedir a la xarxa ferroviària i de metro, Tòquio té un sistema públic i privat de transport terrestre de passatgers.
El Govern Metropolità de Tòquio opera el sistema Toei d'autobusos, principalment dintre dels 23 barris especials de Tòquio. Altres línies són operades per companyies privades. La majoria de les terminals d'autobusos urbans es troben en les estacions de metro o de tren.

### Carreteres
Tòquio és travessat per rutes metropolitanes, de la prefectura i nacionals. Algunes de les més grans autopistes japoneses comencen a Tòquio, amidades a partir de Nihonbashi. Destaquen la ruta 1 a Osaka, les rutes 4 i 6 a Sendai i Aomori, la ruta 14 a la prefectura de Chiba, i la ruta 16 que connecta Tòquio amb Yokohama, Yokosuka, Chiba i Saitama. La ruta 17 parteix de Tòquio cap a la prefectura de Niigata.
A Tòquio convergeixen moltes autopistes expresses. Sobresurten les autopistes expresses de Tomei, Chuo, Kan'etsu i Tōhoku.

### Transport aeri
Tòquio té dos aeroports internacionals:
- L'aeroport internacional de Narita, a la prefectura de Chiba, es fa servir principalment per a vols internacionals. Està connectat amb Tòquio pel tren Narita Express.
- L'aeroport internacional de Tòquio (o aeroport d'Haneda) es destina a vols interiors, tot i que també rep vols internacionals.

Tòquio inclou una gran flota privada d'helicòpters, els quals utilitzen l'heliport de Tòquio (東京へリポート) a Kōtō com a base. L'heliport també es fa servir com a base per a serveis públics com la policia i els bombers.

## Economia

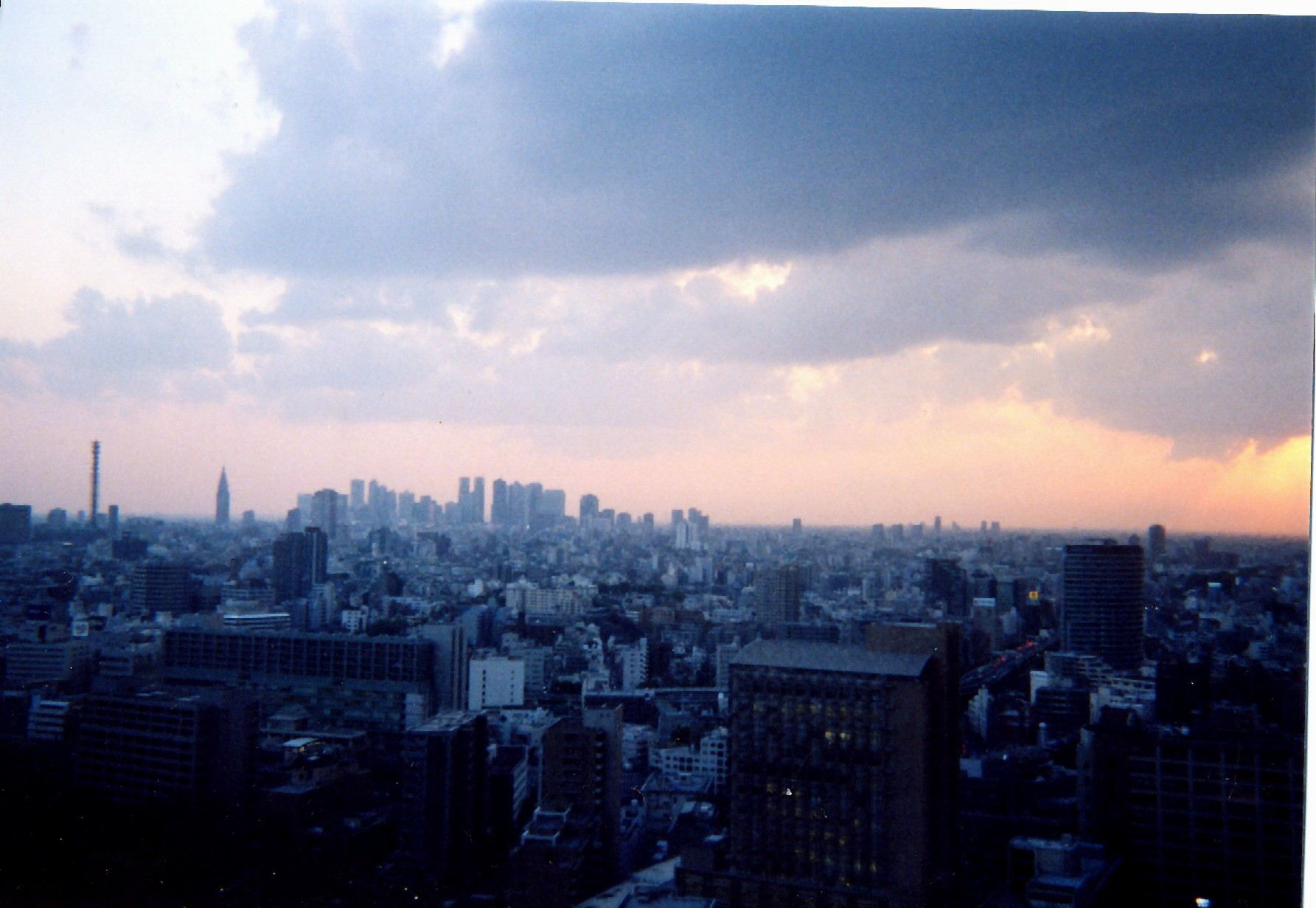
Vista de Shinjuku occidental, el centre financer de Tòquio

Tòquio conté un gran centre internacional de finances, oficines centrals de diverses companyies, bancs i asseguradores, i diversos punts de connexió de companyies de transport, publicacions i difusió del Japó. La borsa de valors de la prefectura és una de les més dinàmiques del món. La majoria de les institucions financeres del país, i també multinacionals, tenen la seva seu a Tòquio.
Moltes de les majors companyies d'electrònica del Japó fabriquen els seus productes a Tòquio, que en la seva majoria s'exporten a altres països. Entre aquestes, destaquen Sony, Toshiba i Hitachi. La premsa també és una de les principals indústries de la ciutat. La majoria de les empreses de premsa i publicació del Japó estan ubicades a Tòquio, així com la major part de les revistes i diaris publicats a la prefectura. Altres indústries importants són la petroquímica, fabricació d'automòbils, fusta i telèfons mòbils. Altres grans centres industrials localitzats en la regió metropolitana de Tòquio són Yokohama i Kawasaki, ambdues grans productores de vaixells, productes petroquímics, automòbils i productes del ferro i de l'acer.

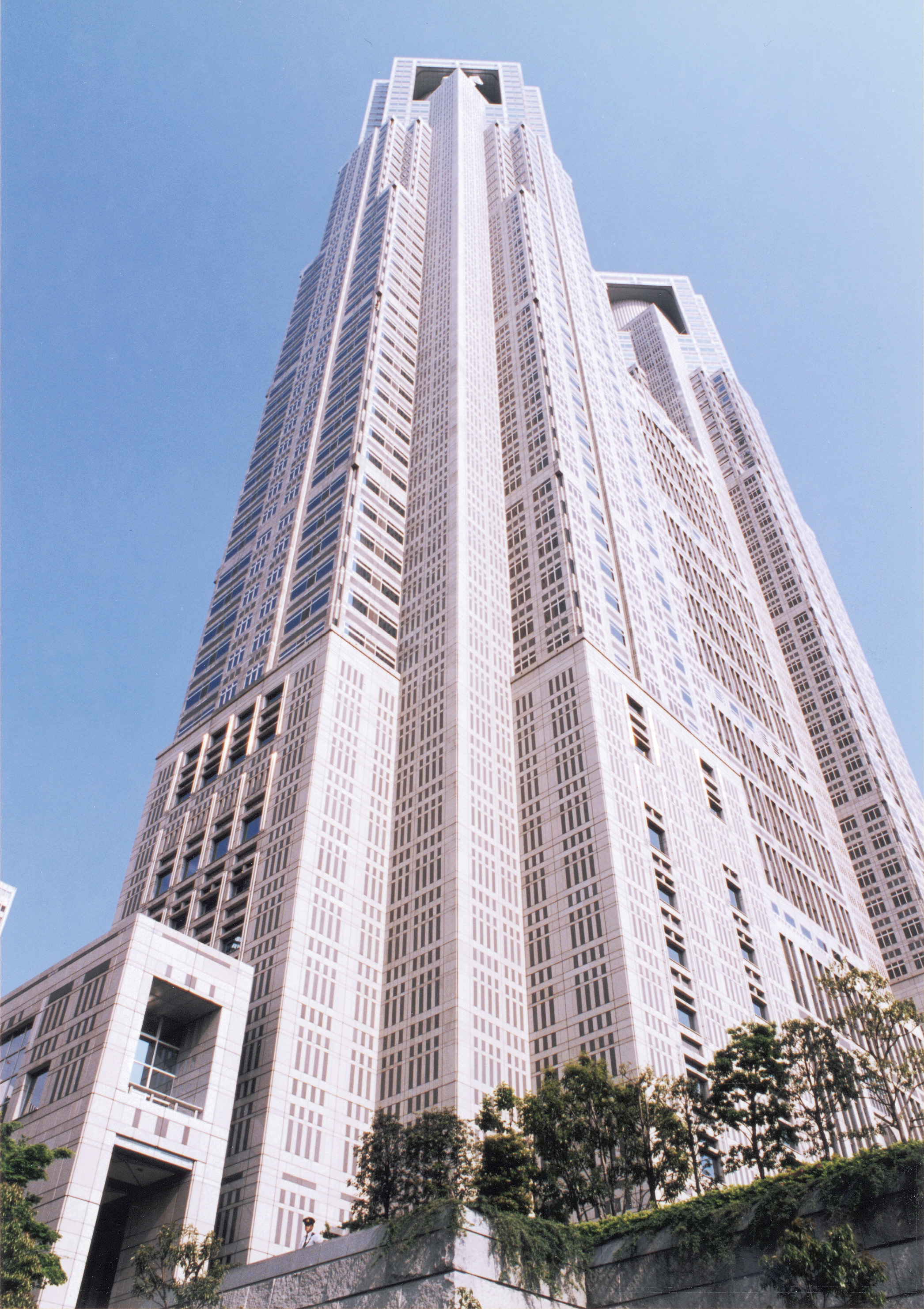
Ajuntament de Tòquio (Tōchō), amb el malnom de "la torre dels impostos" pel seu cost de mil milions de dòlars

Durant el creixement centralitzat de l'economia japonesa després de la Segona Guerra Mundial, moltes companyies van moure les seves oficines centrals des de ciutats com Osaka, que és la capital històrica del comerç, a Tòquio, en un intent de prendre avantatge i obtenir un millor accés al govern. Aquesta tendència va començar lentament a fer créixer la població a Tòquio, juntament amb el cost de vida per viure en la capital.

## Cultura
La major part de la població de Tòquio és budista. Centenars de temples budistes poblen la província, encara que molts dels habitants de Tòquio van a aquests temples només en cerimònies molt especials com casaments i funerals, i prefereixen practicar els seus actes religiosos a casa. Moltes de les residències estan moblades a l'estil japonès, encara que unes altres segueixen un patró més occidental. La major part de la gent utilitza vestimentes occidentals en la seva vida quotidiana. Algunes persones més ancianes —especialment dones— encara usen el quimono, una roba típica japonesa. Els vestits tradicionals japonesos només s'usen, generalment, en dies o esdeveniments especials.

### Teatre, música i dansa

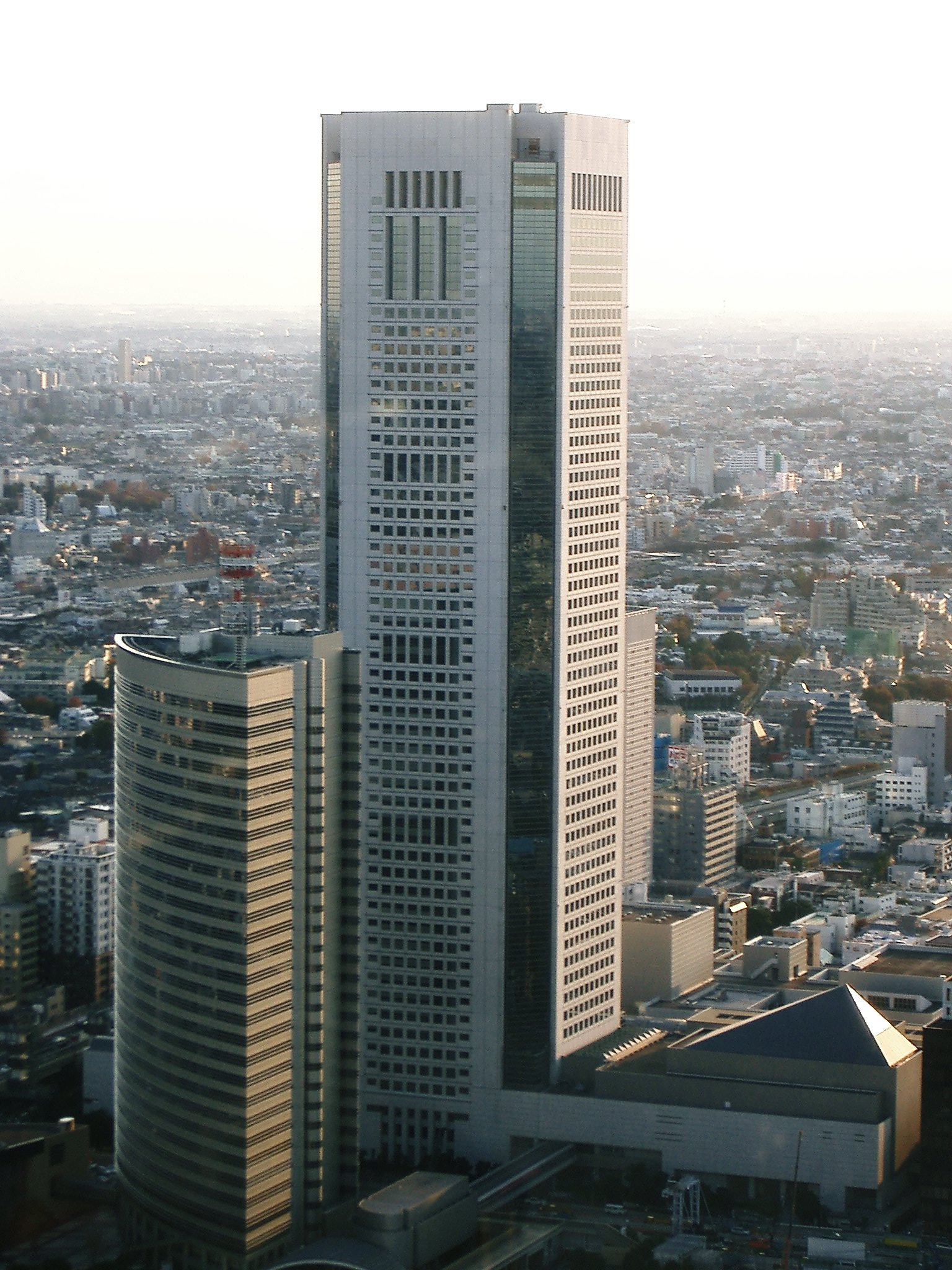
Ciutat de l'Òpera de Tòquio

Dues formes de drama japoneses, el nō i el kabuki, són les formes preferides d'entreteniment de la població de la província. El Teatre Nacional nō, situat a prop de l'estació de trens Sendagaya, té funcions cada cap de setmana. Existeixen moltes escoles de nō, entre aquestes l'escola Kanze nō-gakudo. El teatre Kabuki-za té funcions diàries de kabuki. Aquesta forma artística també té representacions al gener, març, i d'octubre a desembre en el Teatre Nacional.
La major expressió musical de la ciutat té lloc anualment, quan es porta a terme el Festival d'Estiu de Tòquio durant juny i juliol. En el festival s'executa música clàssica, folklòrica, de rock i jazz. Al llarg de l'any, hi ha espectacles en viu en fòrums diversos: en destaquen el Fòrum Internacional de Tòquio, la Sala Suntory, la Sala NHK, i la Ciutat de l'Òpera de Tòquio.
La dansa té un lloc especial en les activitats culturals de Tòquio; els espectacles de dansa tradicional i de dansa occidental són freqüents tot l'any. Destaca l'esdeveniment de dansa, música i teatre Azuma Odori, que a la fi de maig cada any, es porta a terme en el teatre Shinbashi Enbujo.

### Museus
Tòquio té desenes de museus d'art, història, ciència i tecnologia. S'esmenten alguns dels més destacats.
El museu més important del Japó és el Museu Nacional de Tòquio, que es troba en la part nord-est del parc Ueno. Aquest museu és administrat pel govern del país, per l'Agència d'Afers Culturals. L'abast museogràfic inclou la història del Japó, des de temps prehistòrics fins a l'era moderna.
El Museu Metropolità d'Art, fundat el 1926, està dividit en una galeria que exposa els treballs d'artistes nacionals contemporanis; i una altra destinada a treballs d'artistes estrangers. El museu Shitamachi, localitzat en el cantó sud-est del parc Ueno, està dedicat a preservar la cultura de Tòquio de l'era Edo. El Mingeikan és un museu fundat per Yanagi Muneyoshi el 1931, consagrat a l'artesania popular de tot el país. El museu Goto mostra la col·lecció privada d'art budista, propietat de Goto Keita, president de Tokyu Corporation. En aquest museu, es troben rotllos pertanyents al segle xii, que conten la llegenda de Genji en pintures de Fujiwara Takayoshi. En el Museu de l'Espasa Japonesa, o Token Hakubutsunkan, regit per l'Associació per a la Conservació de l'Art de l'Espasa Japonesa, es troben més de sis mil peces, trenta de les quals estan catalogades com a tresor nacional. El Museu Metropolità de Fotografia de Tòquio, localitzat a Ebisu, té exposicions permanents de fotògrafs nacionals i estrangers.
Entre els museus de ciència i tecnologia més destacats, n'hi ha dos en l'illa artificial d'Odaiba: el Museu de Ciències Marítimes, i el Museu Nacional de Ciència Emergent i Innovació.

### Biblioteques
Tòquio alberga nombroses biblioteques, algunes de les quals estan entre les més notòries del Japó. La biblioteca més important del país és la Biblioteca Nacional de la Dieta (国立国会図書館, Kokuritsu Kokkai Toshokan), localitzada en el barri de Chiyoda. Entre els seus més de dos milions de llibres, 50.000 títols de revistes i més de 1.500 diaris, es reuneix la major col·lecció de textos del país. A més, té la major col·lecció de textos en llengües estrangeres al Japó. El segueix en importància la Biblioteca Metropolitana de Tòquio (東京都立図書館, Tòquio tōritsu toshokan), la qual està composta per tres biblioteques:
1. La biblioteca Central: localitzada en el parc Arisugawa (Minato-ku), Minami-Azabu. És la principal biblioteca del govern de la ciutat, cosa que la converteix en la millor referència per a trobar informació sobre Tòquio.
2. Biblioteca d'Hibiya: una altra biblioteca important del govern de la ciutat, també a Chiyoda. A diferència de les anteriors, a Hibiya es permet el préstec de llibres.
3. Biblioteca de Tama.

La Biblioteca Metropolitana de Tòquio oferix els seus serveis a aproximadament 12 milions de visitants. A més de les biblioteques públiques esmentades anteriorment, Tòquio disposa de les biblioteques dels principals centres universitaris de Tòquio:
- Biblioteca de la Universitat Metropolitana de Tòquio, fundada el 1950, té més de 700.000 volums (1997).
- Biblioteca de la Universitat de Tòquio, fundada el 1877, té més de 8.000.000 volums (2006), la col·lecció de llibres més gran del Japó.
- Biblioteca de la Universitat de Tòquio per a Estudis Estrangers, fundada el 1899, té 400.000 volums (1997).
- Biblioteca de la Universitat de Chuo, fundada el 1885, té 1.365.000 volums (1997).
- Biblioteca de la Universitat de Kokugakuin, fundada el 1882, té 998.200 volums (1997).
- Biblioteca de la Universitat d'Hitotsubashi, fundada el 1887, té 1.320.000 volums (1997).
- Biblioteca de la Universitat de Waseda, fundada el 1882, té més de 4.500.000 volums (2006).
- Centre de Mitjans Mita de la Universitat de Keio, originàriament la Biblioteca de la Universitat de Keio, fundada el 1912, té 2.300.000 volums (1997).

Existeixen, a més, aproximadament 360 petites biblioteques a l'àrea metropolitana de Tòquio.

## Educació superior

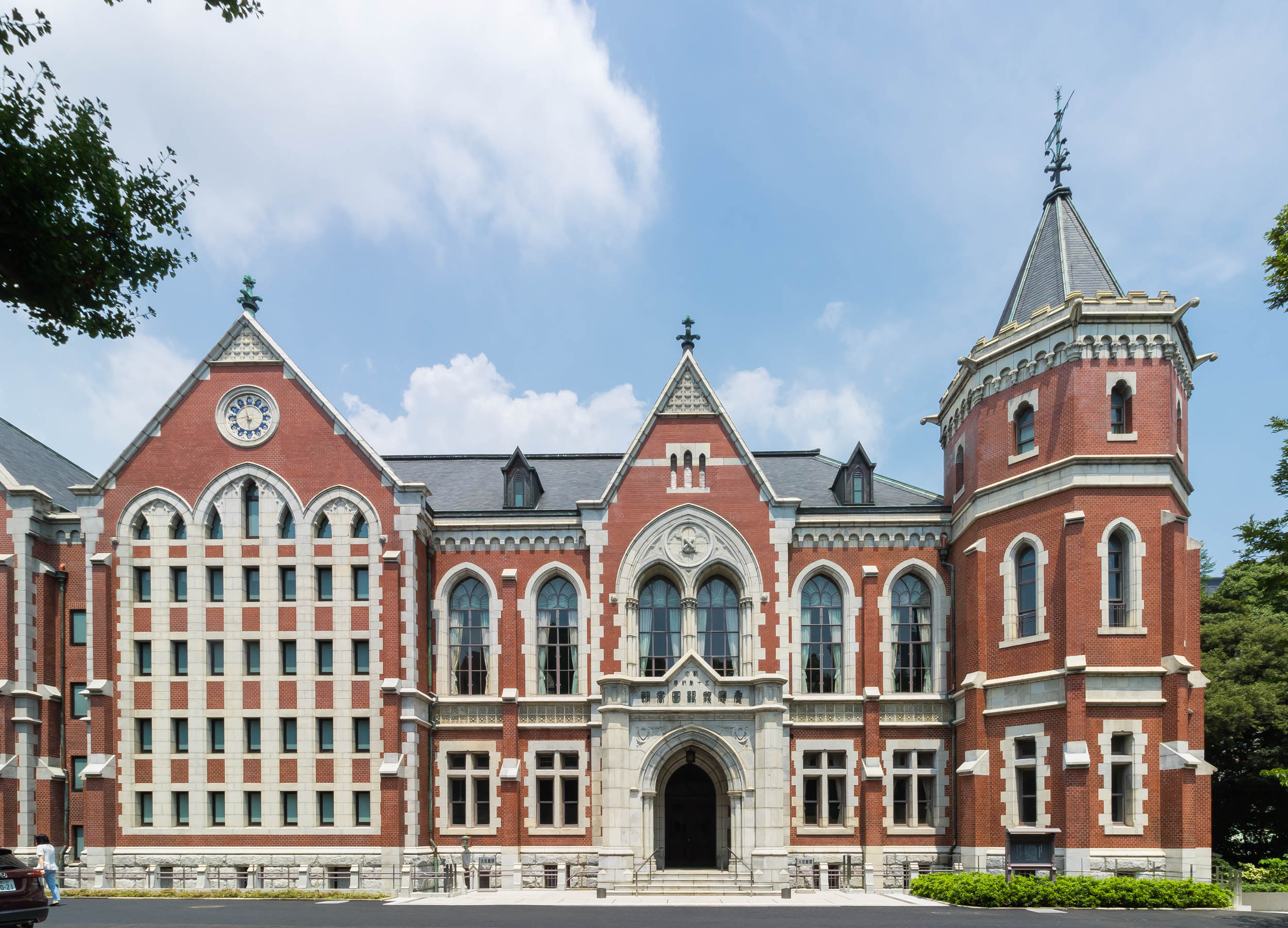
Universitat de Keiō

Tòquio té més de 150 universitats. Les sis universitats més prominents es coneixen com a Les Sis Universitats de Tòquio (東京六大学, Tōkyō roku daigaku): les universitats de Keiō, Tòquio, Waseda, Hosei, Meiji, i Rikkyo. Les sis sumen prop de cent mil matriculats, i són sovint comparades amb les universitats de l'Ivy League, sobretot pels seus estudiants i matriculats. La Universitat de Tòquio n'és la més prestigiosa; el 2005, va figurar en setzena posició entre les millors dues-centes universitats del món.

## Justícia

### Policia
La policia a Tòquio és administrada pel departament Metropolità de Policia de Tòquio, el qual s'encarrega de mantenir l'ordre ciutadà dintre de tota l'urbs, protegint la seguretat de 12 milions de persones al dia. A part de capturar els delinqüents, mantenir la pau i l'ordre dintre de la ciutat, són un agent preventiu dintre de la seguretat en cas de desastres naturals com tifons i terratrèmols, els quals són molt freqüents al Japó. El Departament Metropolità de Policia de Tòquio disposa dels recursos següents:
- 42.101 oficials uniformats
- 2.861 civils, que treballen en les oficines i dependències
- 943 llocs (koban)
- 251 llocs residencials
- 1.103 cotxes i patrulles de policia
- 951 motocicletes
- 26 bots i llanxes de policia
- 14 helicòpters patrullers
- 33 gossos policials ensinistrats
- 16 cavalls

### Accidents de trànsit
L'any 2004, el parc d'automòbils que va estimar el Departament Metropolità de Policia de Tòquio a la ciutat va ser de 4.656.111 vehicles. A causa d'aquest gran parc d'automòbils, es van registrar 91.380 accidents, dels quals van resultar 105.073 persones amb lesions de diversa consideració i tan sols 413 persones van morir causa dels accidents de trànsit.
Els accidents registrats es van produir amb una major freqüència entre les 8 i 10 del matí, 2 i 6 de la tarda, sense considerar el dia de la setmana que es registri.

## Esports
Els jocs Olímpics de 1964 van tenir lloc a Tòquio. Van tenir un gran impacte en l'aspecte urbà de Tòquio, car van ser construïdes grans obres d'infraestructura esportiva, turística, de comunicacions i de serveis. La infraestructura esportiva encara s'utilitza. Entre altres instal·lacions, es troben l'estadi Olímpic de Tòquio, el Nippon Budokan (estadi d'arts marcials) i el gimnàs Nacional Yoyogi.
També es van celebrar els Jocs olímpics Tokio 2020, però la Pandèmia COVID-19 es va veure obligat a suspèndre i es va haver de celebrar l'any següent (2021).

### Sumo

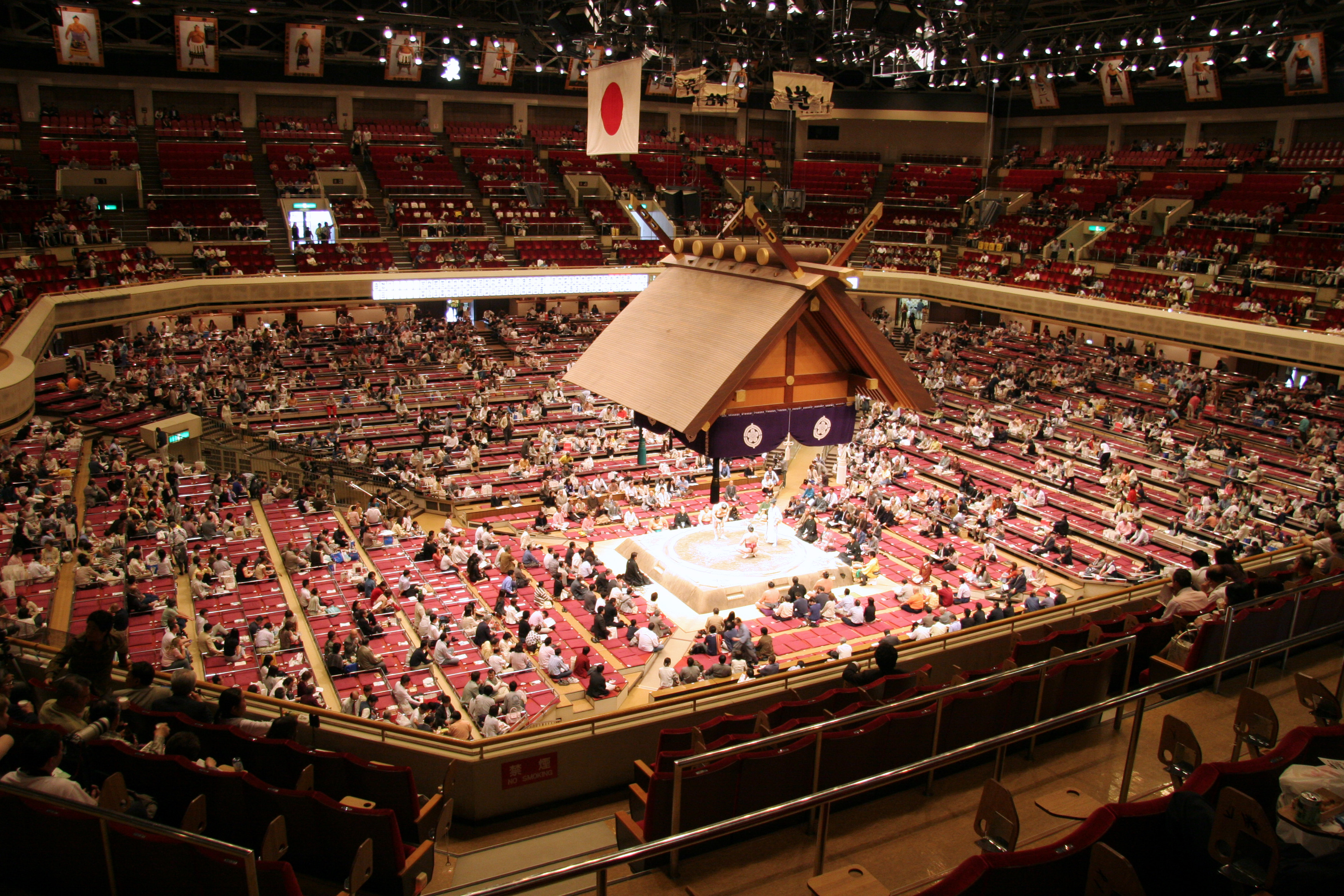
L'estadi Nacional de Sumo durant el torneig del maig del 2005

Igual que a la resta del país, el sumo (相撲, sumō, de vegades 大相撲 Ōzumō) té un lloc destacat entre els esports a Tòquio. A l'estadi Nacional de Sumo, localitzat a Ryogoku, tenen lloc els tornejos de gener, maig i setembre, que atreuen milers d'espectadors. L'emperador del Japó assisteix personalment al torneig de maig.
Els entrenaments de sumo es porten a terme en els estables, o beya, i molts permeten l'entrada d'espectadors.

### Altres arts marcials
A la ciutat, es practiquen de manera amateur i professional altres arts marcials. Especialment el judo, que va ser inclòs el 1964 com a esport olímpic; el kendo, el karate, el kyudo i l'aikido.

### Beisbol
Tòquio és seu d'un dels equips més populars del beisbol del país, els Yomiuri Giants (読売ジャイアンツ, Yomiuri Jaiantsu), que juguen com a locals en el Tokyo Dome (東京ドーム Tōkyō Dōmu) des del 1988.
Tòquio també és el lloc de l'equip Tokyo Yakult Swallows (東京ヤクルトスワローズ, Tōkyō Yakuruto Suwarōzu), que juga a l'Estadi Meiji Jingu, a Shinjuku.

### Futbol
La lliga professional japonesa de futbol, coneguda com a J. League (Jリーグ, J Rīgu), fundada el 1993, té a Tòquio dos equips: el FC Tokyo (FC東京, Efushī Tōkyō), i el Tokyo Verdy (東京ヴェルディ1969). Ambdós equips juguen a l'estadi Ajinomoto.
Entre els anys 1980 i 2004, la ciutat va ser seu de la Copa Intercontinental, que enfrontava els clubs guanyadors de la Copa d'Europa (actual lliga de Campions) i la Copa Libertadores de América. Del 2005 al 2008, el campionat internacional va passar al format de campionat del Món de Clubs, en què els partits es disputaren a Tòquio i Yokohama en el mes de desembre.

## Turisme
En ser un dels principals focus d'història i de cultura al Japó, la prefectura de Tòquio rep més de la meitat dels turistes internacionals que arriben al país, amb el 58,3%. Anualment, gairebé 2,6 milions de persones visiten Tòquio,

## Parcs nacionals
A Tòquio existeixen quatre parcs nacionals:
- Parc Nacional Chichibu-Tama, localitzat a Nishitama, s'estén també sobre la part de les prefectures de Yamanashi i Saitama.
- Parc Nacional Meiji no Mori Takao, localitzat al voltant de la muntanya Takao, al sud de Hachioji.
- Parc Nacional Fuji-Hakone-Izu, que inclou les illes d'Izu.
- Parc Nacional Ogasawara, que abraça les illes del mateix nom, candidates a ser Patrimoni de la Humanitat.

## Ciutats agermanades
Tòquio té 12 ciutats agermanades.
| - Barcelona, Madrid, Espanya - Buenos Aires, Argentina - Pequín, Xina - Berlín, Alemanya - Ciutat de Mèxic, Mèxic - El Caire, Egipte - Alger, Algèria - Glasgow, Escòcia, Regne Unit - Jakarta, Indonèsia - Londres, Anglaterra, Regne Unit - Managua, Nicaragua | - Mumbai, Maharashtra, Índia - Moscou, Rússia - Nova Orleans, Louisiana, Estats Units d'Amèrica - Nova Gal·les del Sud, Austràlia (estat germà) - Nova York, Estat de Nova York, Estats Units d'Amèrica - París, Illa de França, França - Roma, Laci, Itàlia - São Paulo, São Paulo (Brasil) - Seül, Corea del Sud |

## Persones il·lustres
- Keiko Abe, compositora i música, toca la marimba.
- Ken Akamatsu, mangaka.
- Masami Akita, músic i escriptor.
- Shizuka Arakawa, campiona olímpica de patinatge artístic.
- Samaire Armstrong, actriu.
- Kia Asamiya, mangaka.
- Sora Aoi, actriu porno.
- Richard Nikolaus Graf von Coudenhove-Kalergi, escriptor i polític.
- Joan Fontaine, actriu.
- Kazuo Fukushima, compositor.
- Stephen Fumio Hamao, bisbe de Yokohama i cardenal.
- Olivia de Havilland, actriu.
- Takashi Hashiguchi, dibuixant de manga.
- Kosuke Kitajima, nedador.
- Takeshi Kitano, actor, guionista, director de cinema, comediant, escriptor, poeta, pintor i dissenyador d'un videojoc.
- Takahashi Korekiyo, primer ministre del Japó.
- Hayao Miyazaki, productor de pel·lícules d'animació.
- Sadako Ogata, diplomàtic i alt comissionat per als refugiats de l'ONU.
- Masi Oka, actor i artista d'efectes especials.
- Yoko Ono, artista i cantant.
- Yasujiro Ozu, director de cinema d'influència mundial.
- Edwin O. Reischauer, japonòloga.
- Kazuto Sakata, pilot de moto.
- Takuma Sato, pilot de Fórmula 1.
- Tatsujiro Shimizu (1897-1992), matemàtic
- Hideki Shirakawa (1936 -) químic, Premi Nobel de Química de l'any 2000.
- Aguri Suzuki, pilot de Fórmula 1.
- Susumu Terajima, actor de cinema.
- Sin-Itiro Tomonaga (1906-1979) físic, Premi Nobel de Física de l'any 1965.
- Naoki Urasawa, mangaka.
- Hideki Yukawa, físic.
- Hiroaki Zakoji, compositor i pianista.

## Galeria d'imatges

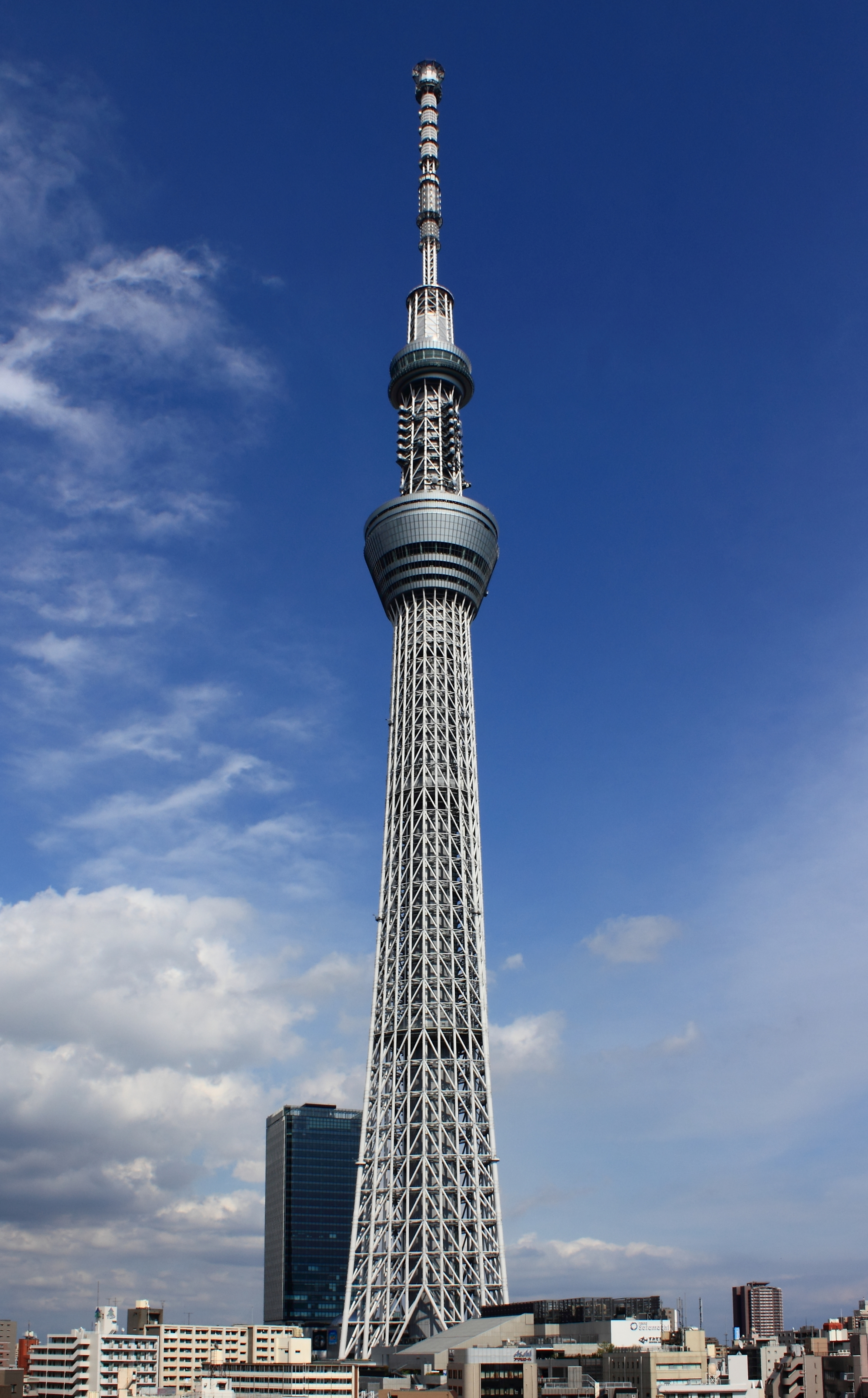
La torre Tokyo Skytree, a Sumida
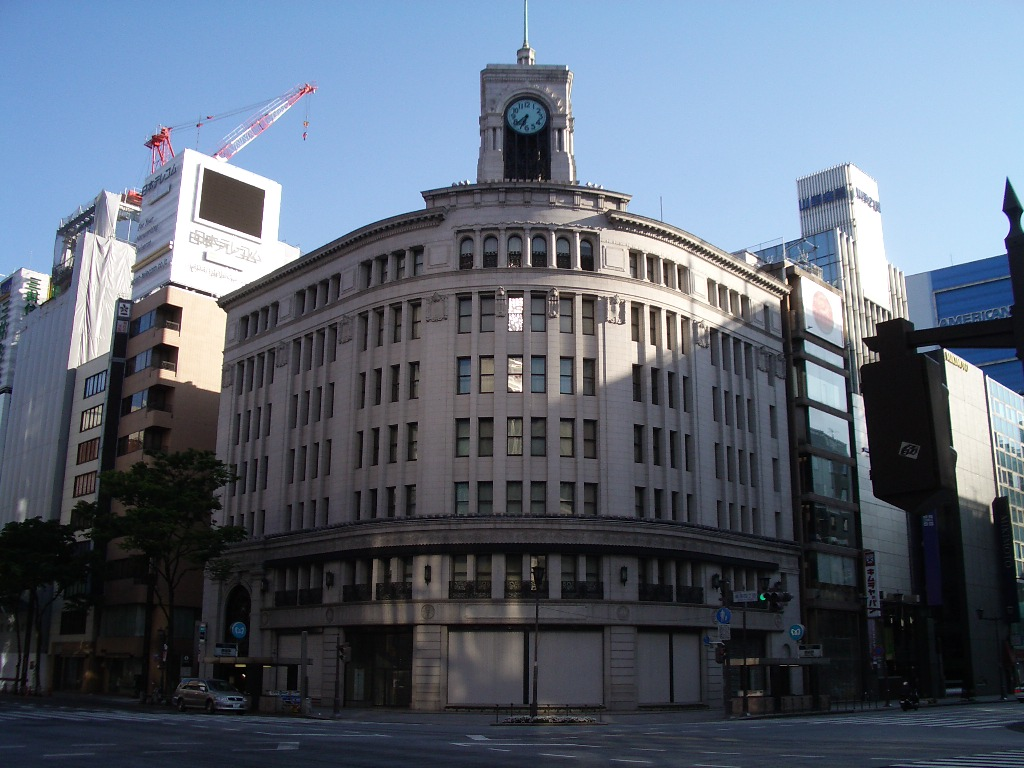
Els grans magatzems Wako a Ginza
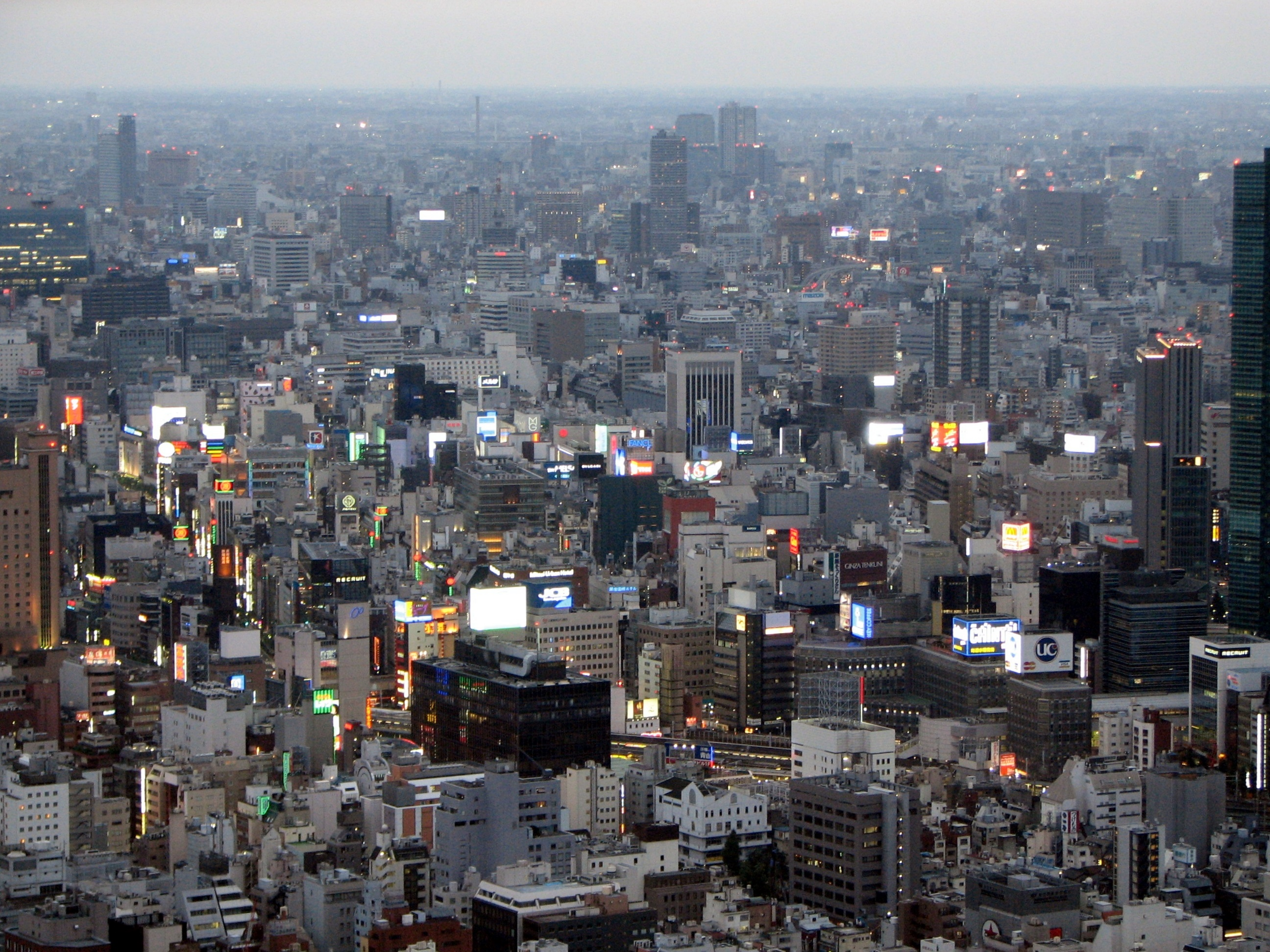
Panoràmica de Ginza
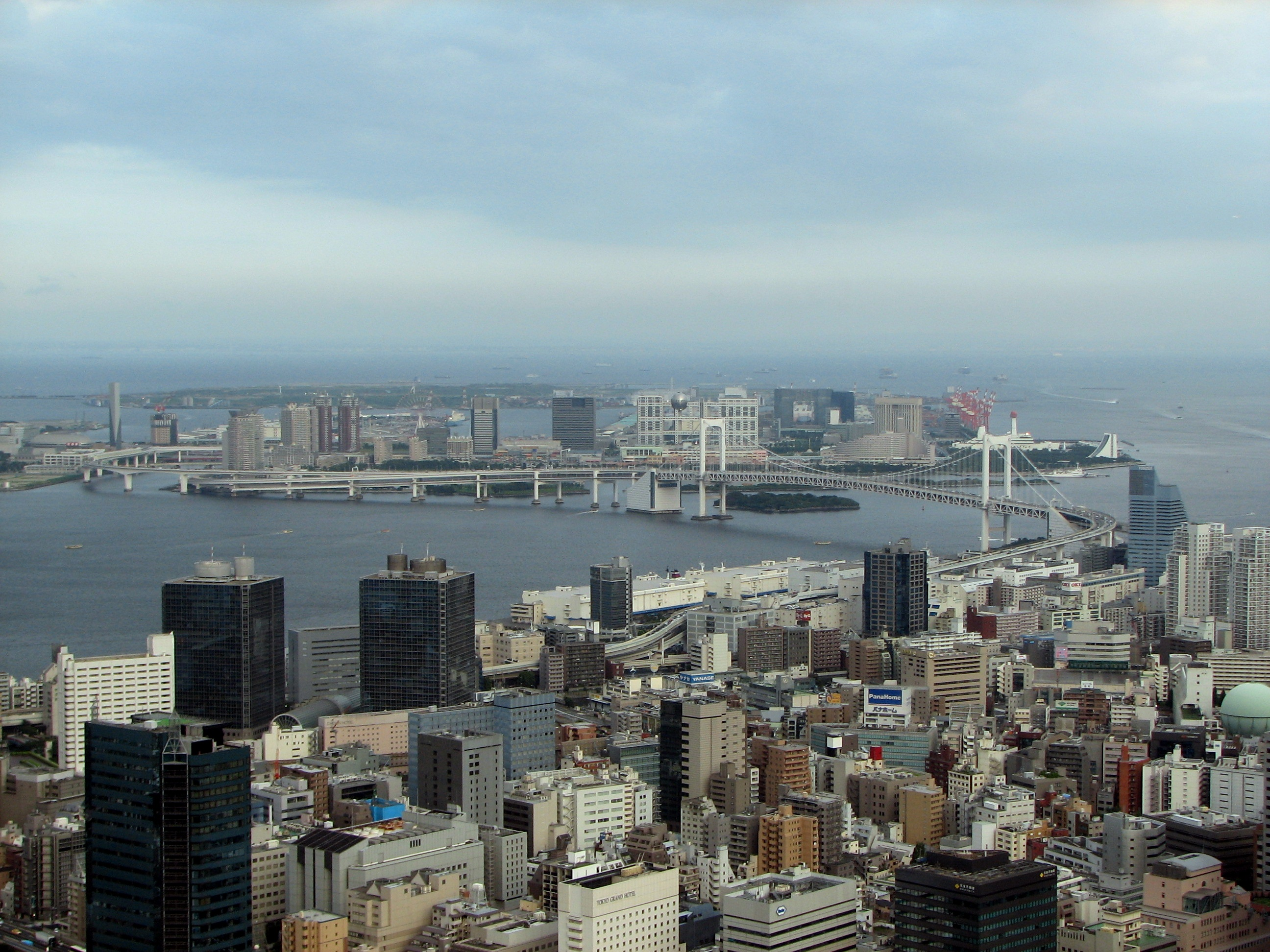
Panoràmica de Shibaura i Odaiba
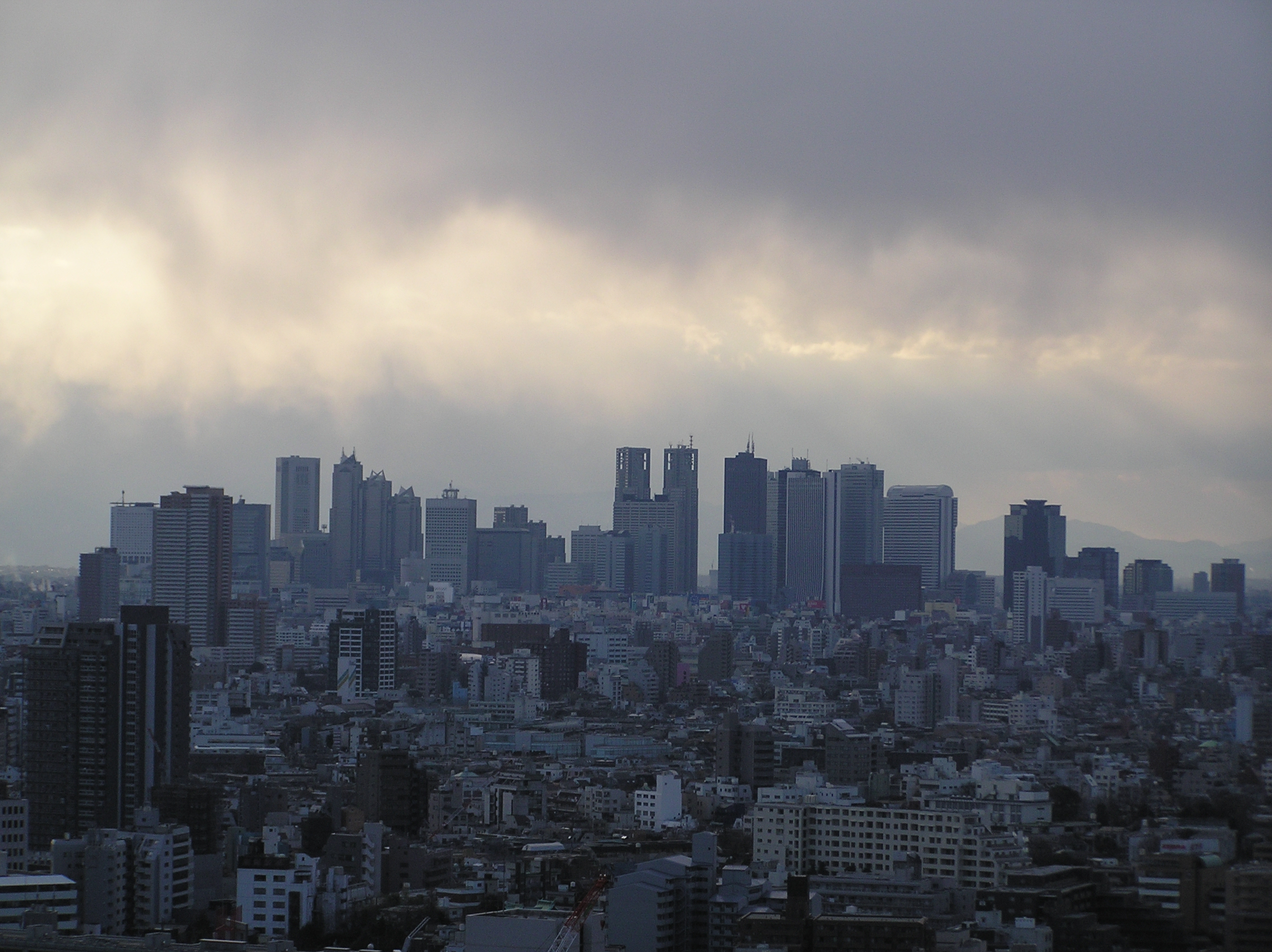
Panoràmica de Shinjuku
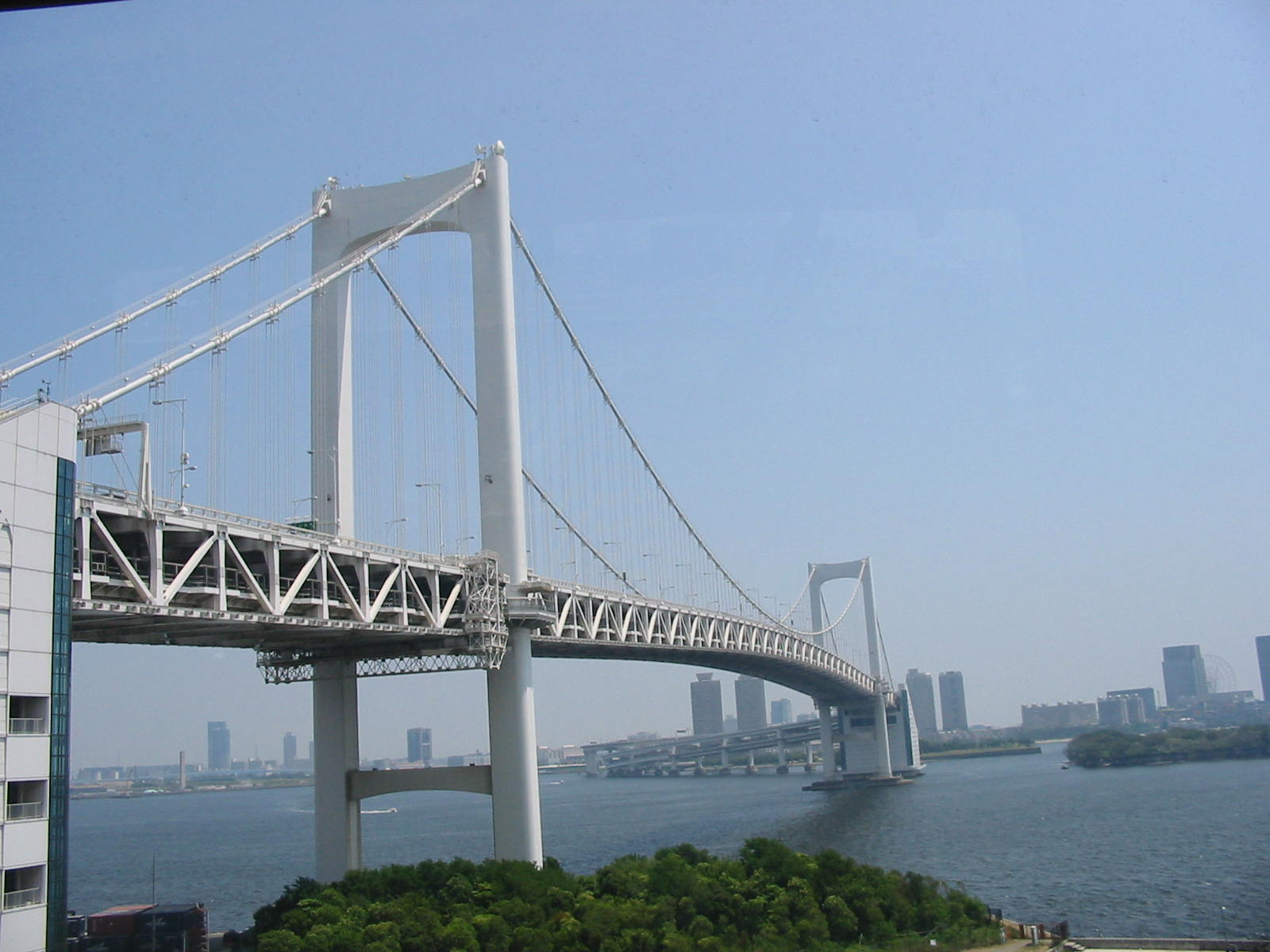
Rainbow Bridge (en català: pont de l'Arc de Sant Martí)
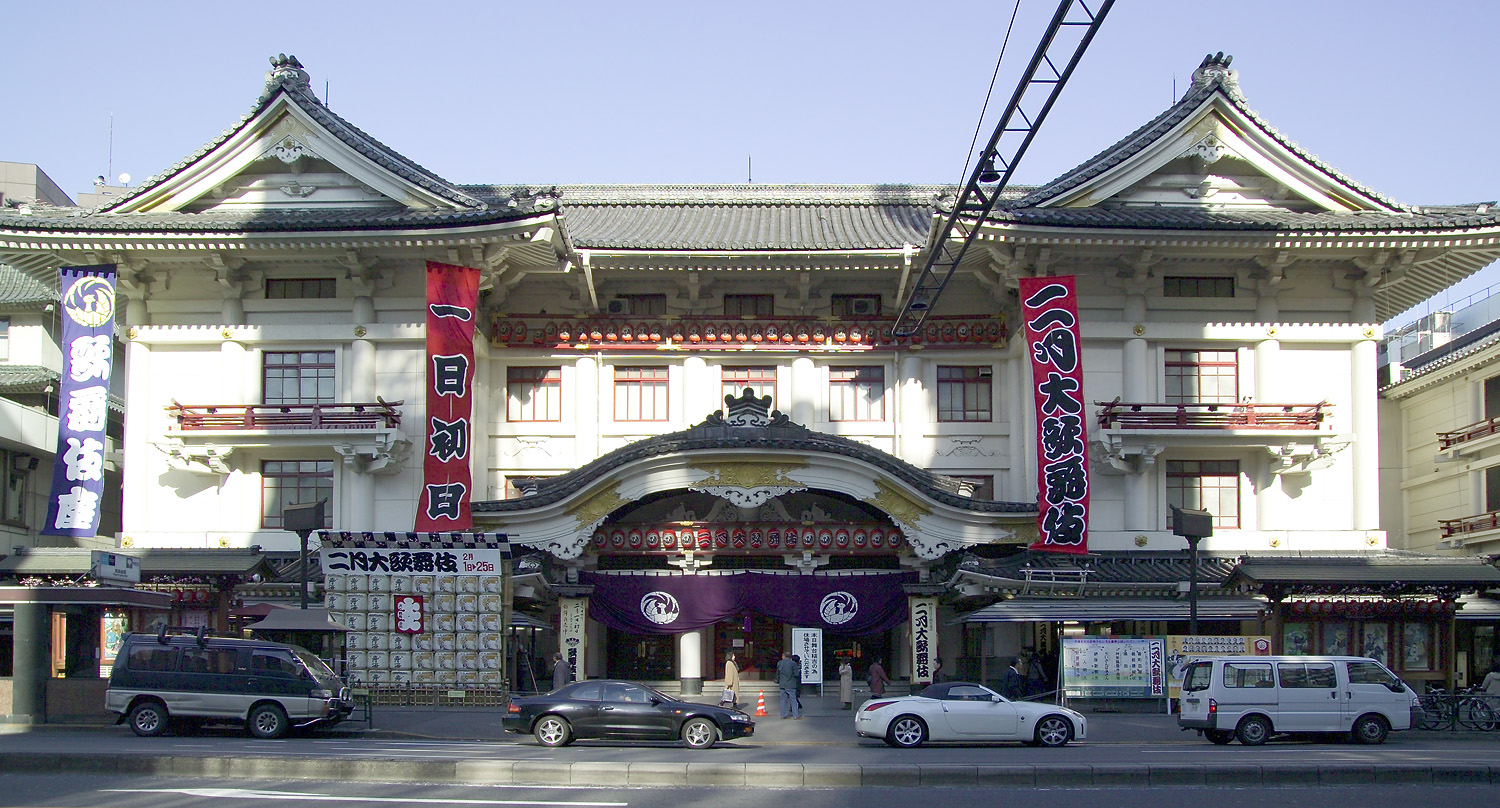
Teatre Kabukiza
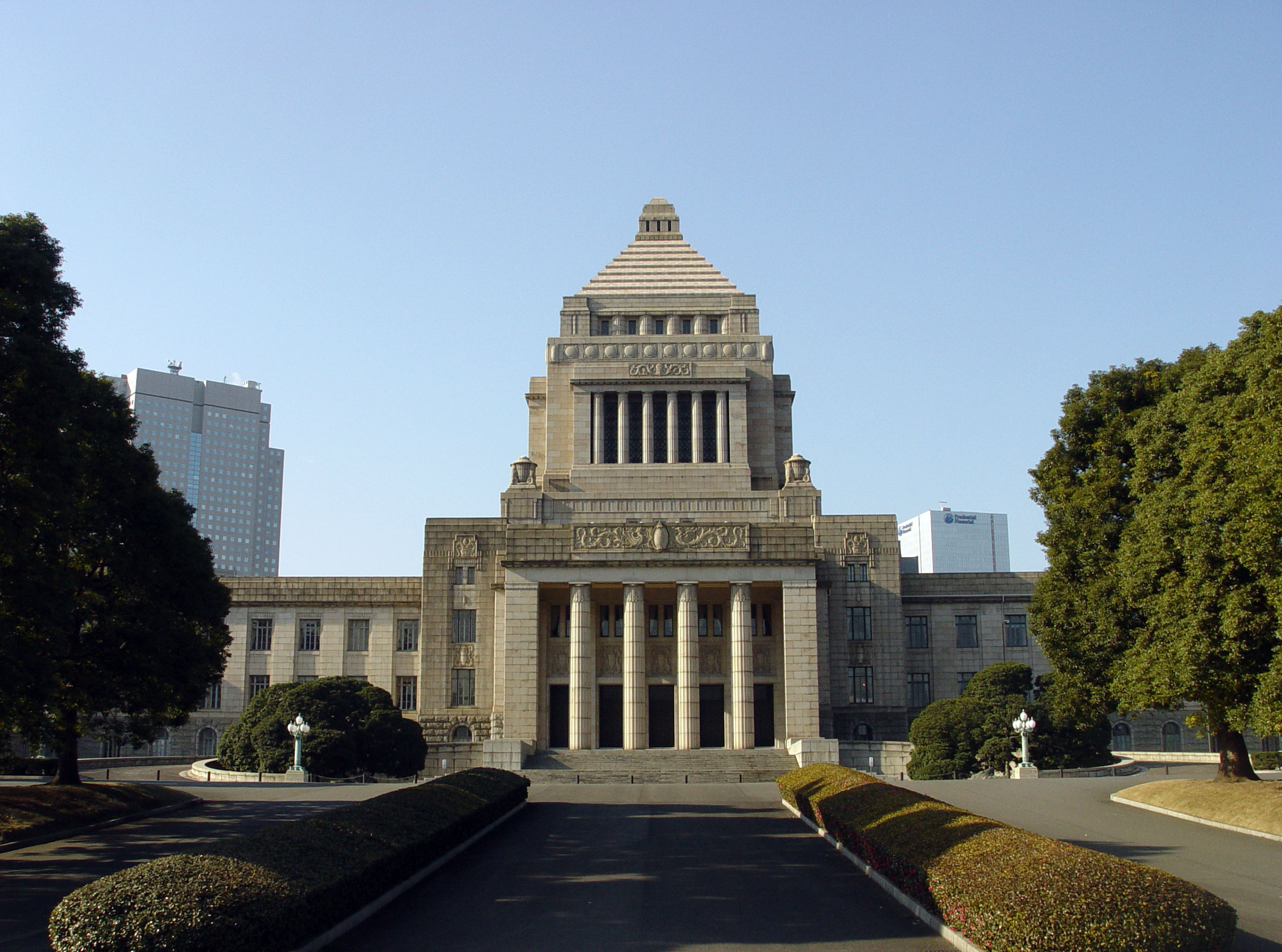
Edifici de la Dieta Nacional, centre de la política japonesa
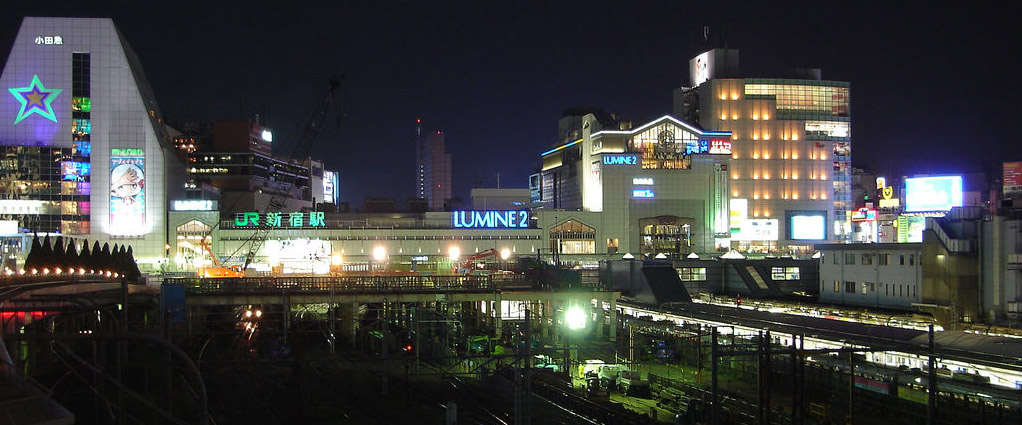
Estació de Shinjuku, l'estació d'autobusos més gran del món
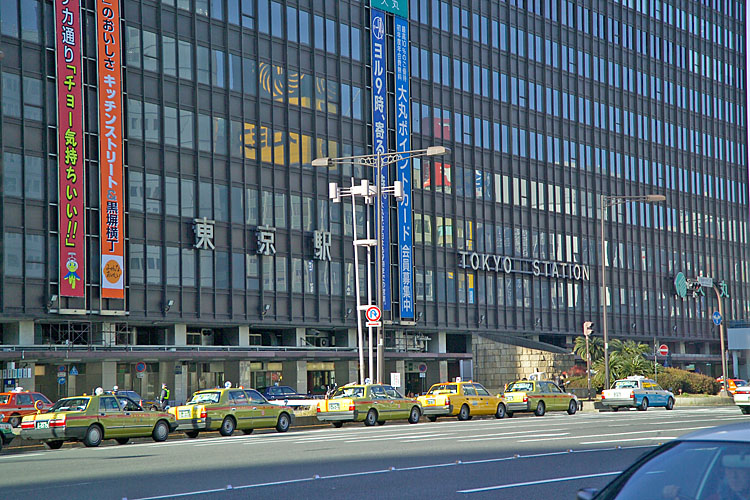
Estació de Tòquio, una de les "terminals" principals al Japó
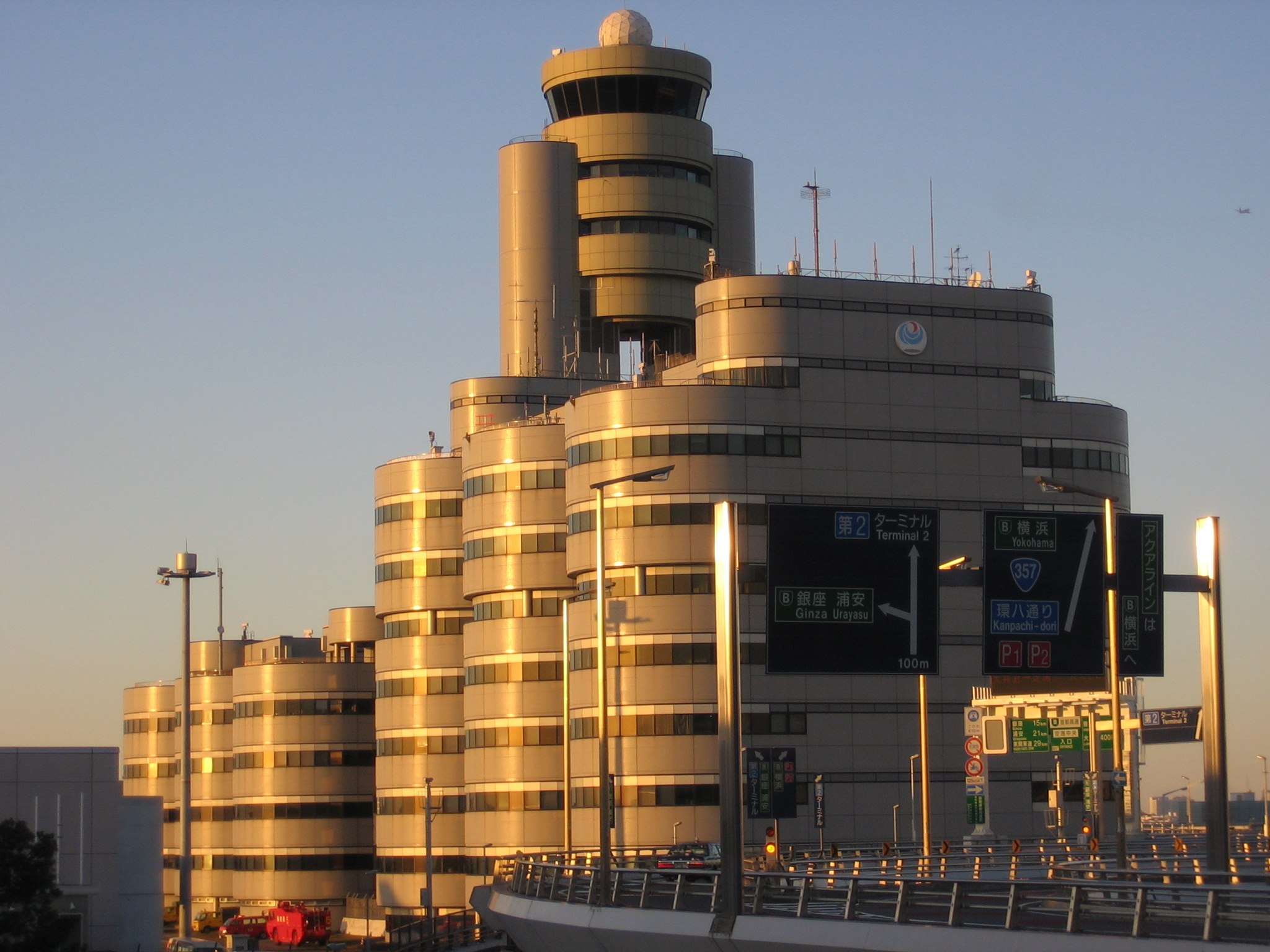
Torre de control de l'aeroport internacional de Tòquio
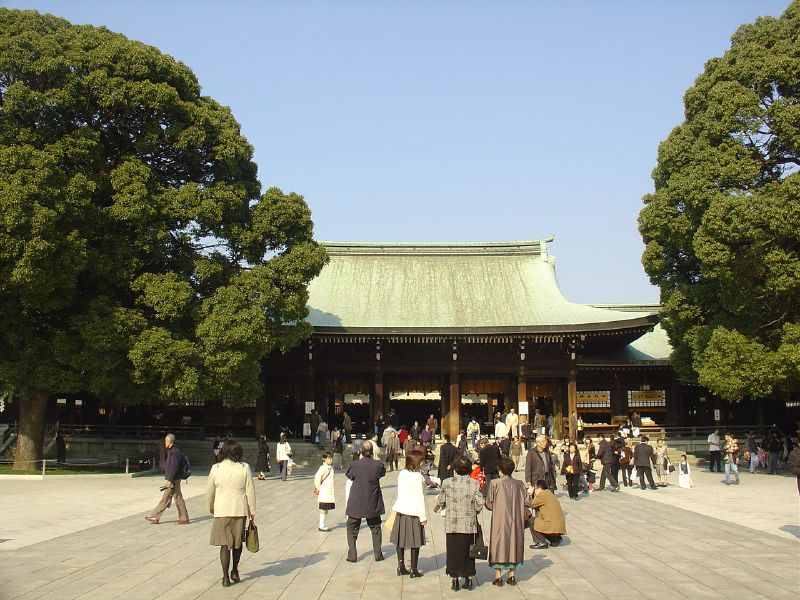
Santuari Meiji
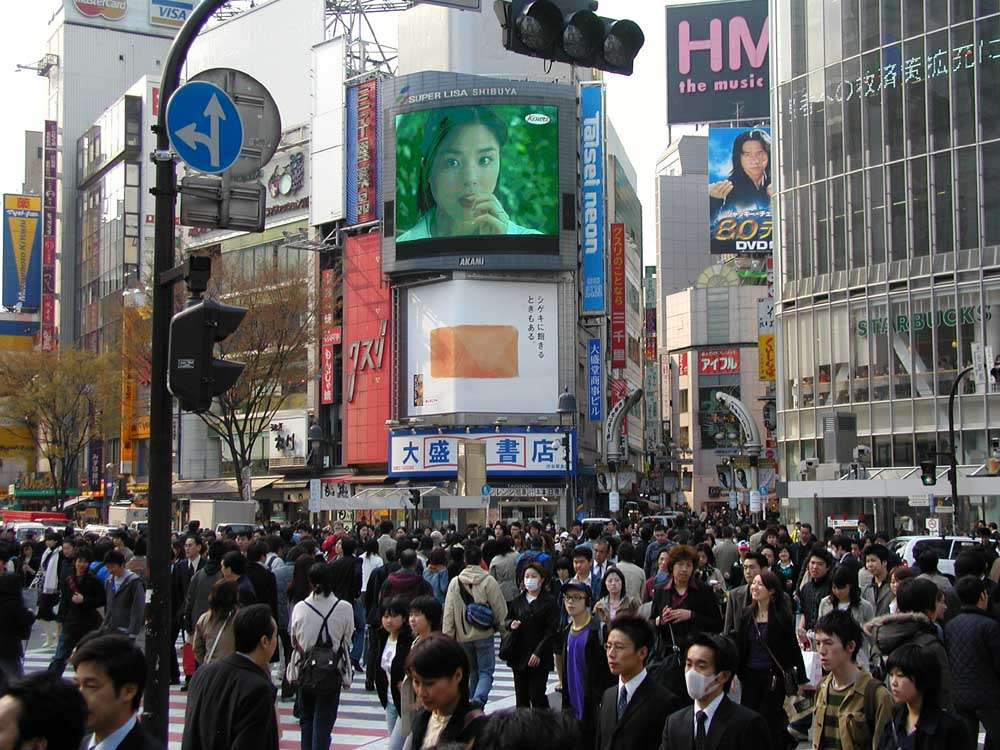
Cruïlla de Shibuya